# 行星 (占星術)
占星術中的行星有著別於現代天文對於甚麼是行星解釋之含意。在望遠鏡問世的時代以前，夜空被認為由兩個相似的構成要素組成著：恆星，相對於其他星體祂是一動也不動得，加上“游星”（asteres planetai），祂相對於恆星而言在一年的過程中不斷在移動著。
對於希臘人與早期的天文學家而言，這組星群由肉眼可見的五個行星所構成，不包含我們所在的地球。以現代天文學知識來說，“行星”一詞只適用於水星、金星、木星、火星、土星這五個太陽系天體，這個詞彙的原始含意是擴大的，在中世紀，觀察星空中會行動的星體都是行星，所以包括太陽、月亮（有時也被稱為“曜星”，英文為Lights），合起來一共是占星術的七大主星。部分占星術家仍保留著這個行星定義到今天。現代占星術師也會使用後來發現的天王星、海王星與冥王星，並且在實際驗證下發現他們的特質與功用。
對於古代占星術家而言，行星代表眾神的意志以及對人類事務的直接影響。對於現代占星術家而言行星代表在無意識中的基本精力或衝動，或能量流動的調節者代表感受度。祂們在黃道帶十二星座之中和在十二宮位之中表現祂們自己不同的素質。行星間在相位中也涉及到彼此所產生的形態。
現代占星術家對行星的影響力來源持不同之意見。霍恩（Hone）寫道行星發揮作用是直接通過引力或他者，即未知的影響力。其他人認為行星們自己本身並沒有直接的影響力，可是卻為宇宙中基本的組織原則之反映。換句話說，宇宙無所不在得重複祂們自己的基本模式，在類似-分形（fractal-like ）塑造之中，並且如其在上如其在下（as above so below）；而前述這段話是出自煉金術的整體宇宙觀原則，全文為──“如其在上，如其在下，如其在內，如其在外。（As above, so below.  As within, so without.）”──。因此，行星們在天空中所形成的模式反映了人類內心精力基本的高低起伏。行星們也是互有關聯，尤其是在中國的傳統命理中，是與自然界的基本力量在一起得。最新的占星術家，提出星體的影響力來自於量子交換或是量子纏結，影響到人類身體與心靈、情緒反應。
下面列出的是自古以來占星術的行星之具體涵義與相關領域，儘管主要集中在西洋占星術的傳統之上。行星在印度占星術中是被稱為九曜（Navagraha）或“九界”。在中國占星術中，行星是和陰與陽的生命力量以及五行有所關聯，其在中國民間普遍被稱為風水，於傳統中國堪輿學中扮演著重要的角色。

## 行星的象徵意義
這表格顯示了占星術的行星（從天文學的立場來看是截然不同得）與祂們相關的希臘和羅馬神祇。在多數情況中，行星的英文名稱導源於羅馬的男神或女神的尊稱。同樣有趣的是羅馬神祇與類似希臘神祇的神格是統合在一起。在少數情況中，祂是同一尊神祇伴隨著擁有兩個不同的神祇的尊稱。還有，印度占星術還必須使用到二十七宿。
| 行星   | 符號               | 羅馬神祇                                        | 希臘神祇                                                | 印度神祇                                                                       | 時代關連 | 含義（歐洲占星學體系） | 含義（吠陀占星學體系） |
| ------ | ------------------ | ----------------------------------------------- | ------------------------------------------------------- | ------------------------------------------------------------------------------ | -------- | --- | --- |
| 太陽   | Sol                | Sol （索爾） Apollo （阿波羅）                  | Ἥλιος （赫利俄斯，Helios） Ἀπόλλων （阿波羅，Apollo）   | सूर्य （蘇利耶，Surya）                                                          | 古典行星 | 太陽神Sol（索爾）的化身── 預言之神；Ἥλιος（赫利俄斯）意思是“太陽”。                                                               | 太陽神， 為अदिति（阿底提，Aditi）與कश्यप（迦葉波，Kashyap）之子，另一說法為是天父神द्यौ（特尤斯，Dyaus Pita）之子；सूर्य（蘇利耶）意思是“至上光輝”。 |
| 月亮   | First quarter moon | Luna （盧娜） Diana （狄安娜）                  | Σελήνη （塞勒涅，Selene） Ἄρτεμις （阿蒂蜜絲，Artemis） | चंद्र （旃陀罗，Chandra，中文亦名為昌德拉）                                      | 古典行星 | 月神Luna（盧娜）的化身── 野生動物庇祐神；Σελήνη（塞勒涅）意思是“月亮”。                                                           | 月神， 與人類天性中的急躁的情緒有關聯； चंद्र（旃陀罗）意思是“光亮的”。 |
| 水星   | Mercury            | Mercury （墨丘利）                              | ʽἙρμῆς （赫耳墨斯，Hermes）                             | बुध （部陀，Budha）                                                             | 古典行星 | 司掌旅遊、商業的神奇，同時也是諸神的使者，乃為信使神。因爲傳說中，它是太陽和月亮的兒子，負責聯絡、溝通和交際。                    | 因為祂的智慧而聞名的一尊神祇與吠陀占星學中的行星；बुध（部陀）意思是“覺醒、聰穎、智慧、明智、博學者、智者，或是聖賢”。 |
| 金星   | Venus              | Venus （維納斯）                                | Ἀφροδίτη （阿芙羅黛蒂，Aphrodite）                      | शुक्र （苏揭罗，Shukra，中文亦名為太白仙人）                                     | 古典行星 | 司掌浪漫的女神；Venus（維納斯）意思是“愛情”或者“性慾”。從另一層面而言，也表示著生育的意思。中世紀時被稱爲小吉星，象徵愛情和溫柔。 | असुर（阿修羅，Asuras）的導師。 與生育力以及激情有關聯。 根據印度神話的描述祂經常在正邪的戰爭中幫惡魔對抗正神的神祇；शुक्र（苏揭罗）意思是“純淨、明亮，或是明白爽朗”。                                                                                        |
| 火星   | Mars               | Mars （瑪爾斯）                                 | Ἀρης （阿瑞斯，Ares）                                   | मंगल （曼伽羅，Mangala）                                                        | 古典行星 | 司掌戰爭的神祇。中世紀時被稱爲小兇星，象徵力量、活力和好鬥。                                                                      | 大地之子。 這顆行星在吠陀占星學中是與新娘的不吉利、运气不佳的事情有關聯。 還與力量、實力相關聯。 |
| 穀神星 | Ceres              | Ceres （刻瑞斯）                                | Δημήτηρ （得墨忒耳，Demeter）                           | देवी （夏克提，Shakti）                                                          | 現代行星 | 司掌四季的女神；Δημήτηρ（得墨忒耳）意思是“大地之母”。                                                                             | 在印度教中是尊貴的偉大聖母；देवी（夏克提）意思是“權力、力量、威力、能量，或是潛能”。 |
| 木星   | Jupiter            | Jupiter （朱庇特）                              | Ζεύς （宙斯，Zeus）                                     | गुरू, बृहस्पती （上師，Guru，亦名為古魯，祭主仙人，Brihaspati，亦音译名为毗诃波提） | 古典行星 | 乃奧林帕斯諸神的領導者；Jupiter（朱庇特）意思是“天父”。最大的行星，因此被賦予最大權力，象徵威望、秩序和平衡。                     | 上師。 在與惡魔的戰爭中祂總是幫助著眾神。गुरू（古魯）意思是“老師”或者“祭司；在印度教及錫克教中，指引你靈性發展的宗教導師都被稱為上師。在藏傳佛教中，也經常使用這個稱號，藏語中的喇嘛對應到梵文的上師。बृहस्पती（毗诃波提、祭主仙人）意思是“祈禱或虔誠的主人”。 |
| 土星   | Saturn             | Saturn （薩圖恩）亦名為 Saturnus （薩圖爾努斯） | Κρόνος （克洛諾斯，Cronus）                             | शनि （沙尼，Shani）                                                             | 古典行星 | 司掌農業的神祇， 提坦們的領袖；Saturn（薩圖恩）意思是“时间之父”。因顏色灰白，被說成大兇星，表示無能、倒運與停滯不前。             | “責任”的神祇。懲治沒有善盡他／她們自己責任的人士。 土星（शनि，沙尼）。這個行星是與抱負、權威、統治地位、訓誡、忍耐、尊嚴、韌性有關聯，但也與悲觀、艱辛，以及宿命論相關聯。                                                                                 |
| 天王星 | Uranus             | Caelus （凱路斯）                               | Ουρανός （烏拉諾斯，Uranos）                            | वासुकी, वासव （婆蘇吉，Vasuki）                                                    | 現代行星 | 蒼穹的化身；“Ουρανός（烏拉諾斯）”與“Caelus（凱路斯）”二者的意思是“蒼穹”。                                                         | 在印度पुराण（《往世書》，Puranas）的一則神話中乃是蛇王（龍王）。वासुकी（婆蘇吉）意思是“神聖的存在著”。 |
| 海王星 | Neptune            | Neptune （尼普頓）                              | Ποσειδῶν （波塞冬，Poseidon）                           | वरुण （伐樓拿，Varuna）                                                         | 現代行星 | 司掌海洋的神祇。 | 為印度神話中的雨神；वरुण（伐樓拿）意思是“海神”。 |
| 冥王星 |                    | Pluto （普路托）                                | Πλούτων （普路同，Pluton）／ Ἅδης （哈得斯，Hades）     | यम （閻摩，Yama）尊稱為 यमराज （阎魔罗阇，Yamaraja）                            | 現代行星 | 司掌陰間或者是冥界以及死亡的神祇；Ἅδης（哈得斯）意思是“看不見的”以及Pluto（普路托）意思是“財富”。                                 | 執掌死亡的神祇， 亦名為閻羅王。相傳यम（閻摩）是太陽神सूर्य（蘇利耶）之子。祂自願死亡，爲人類找出平安到達天界樂土之路，因此成爲亡者之王。 |

### 中國星象學說

#### 七政四餘
七政四餘是中國的占星學系統，據傳係由唐朝八仙之一的-張果老所創，故又名為果老星宗，是一門以太陽立命的中國古星象學，其精準度，亦是以1度4分鐘來推算。與西洋占星學相同，都是觀察太陽系行星的生滅強弱對地球及人類影響的一門占星學。
七政者，日、月、火、水、木、金、土等七顆太陽系行星，太陽行星之中國古學名：火星即熒惑，水星即辰星，木星即歲星，金星即太白，土星即鎮星。
四餘者紫氣、月孛、羅喉、計都等四個交點:
1.紫氣、月孛是白道上離黃道最遠的兩個點。一個在黃道之南，一個在黃道之北
2.羅喉、計都，是白道與黃道上的升交點與降交點（春分）與（秋分）。 七政四餘謂：紫氣為木餘，月孛為水餘，羅喉為火餘，計都土餘。

#### 紫微斗數
紫微斗數據目前可考證文獻顯示，係由中國北宋初期陳希夷道長所創，一直以秘傳的方式流通，直至明朝才由地理堪輿學家-羅洪先進士自希夷先生一十八代，道號:了然的後人手中取得，此術方得以流傳。依據台灣七政四餘權威夏唯綱博士與紫微斗數學者-了然山人(陳平)研究的結論，紫微斗數，是藉中國古天文學家觀天文、行星、恆星的運轉輻射、大小逺近、生滅強弱，對地球與人類的影響所研究出來的學問。而紫微斗數，是將小熊星座的北極星視為<<紫微星>>，為皇帝的象徵，並以此為軸心，納入南北斗星宿及黃道十二宮上所有對應位置(度數)的太陽系行星，恆星加上月亮之盈虧，集之以大成而為數。是故此術融合了八字神煞與天體星象而成的獨門術法。以星曜入人事十二宮為斷。是全世界獨有且唯一以<<月亮>>而非<<太陽>>立命的一門占星術。
而紫微斗數星曜入宮的基礎，就是以北斗七星繞行北極星視運動一年周行360度，每日移動1度的軌跡所設定；而北斗七星的入宮規律，就是按照實際星曜的排列順序入宮。
紫微斗術中一共有十四顆正曜，由下列表格分述之：
| 序號 | 主星 | 封神榜代表人物 |
| ---- | ---- | -------------- |
| 01   | 紫微 | 伯邑考         |
| 02   | 天機 | 姜子牙         |
| 03   | 太陽 | 比干           |
| 04   | 武曲 | 姬发           |
| 05   | 天同 | 姬昌           |
| 06   | 廉貞 | 费仲           |
| 07   | 天府 | 姜后           |
| 08   | 太陰 | 贾夫人         |
| 09   | 貪狼 | 妲己           |
| 10   | 巨門 | 马千金         |
| 11   | 天相 | 闻太师         |
| 12   | 天梁 | 李靖           |
| 13   | 七殺 | 黄飞虎         |
| 14   | 破軍 | 纣王           |

### 日常運動
| 行星   | 平均速度 （由地心所测量） | 最高速度 （由地心所测量） | 最低速度 （由地心所测量） |
| ------ | ------------------------- | ------------------------- | ------------------------- |
| 太陽   | 00°59'08"                 | 01°03'00"                 | 00°57'10"                 |
| 月亮   | 13°10'35"                 | 16°30'00"                 | 11°45'36"                 |
| 水星   | 01°23'00"                 | 02°25'00"                 | −01°30'00"                |
| 金星   | 01°12'00"                 | 01°22'00"                 | −00°41'12"                |
| 火星   | 00°31'27"                 | 00°52'00"                 | −00°26'12"                |
| 榖神星 | 00°12'40"                 | 00°30'00"                 | −00°16'00"                |
| 木星   | 00°04'59"                 | 00°15'40"                 | −00°08'50"                |
| 土星   | 00°02'01"                 | 00°08'48"                 | −00°05'30"                |
| 天王星 | 00°00'42"                 | 00°04'00"                 | −00°02'40"                |
| 海王星 | 00°00'24"                 | 00°02'25"                 | −00°01'45"                |
| 冥王星 | 00°00'15"                 | 00°02'30"                 | −00°01'48"                |
| 智神星 | 00°12'20"                 | 00°40'30"                 | −00°22'30"                |
| 婚神星 | 00°14'15"                 | 00°39'00"                 | −00°18'00"                |
| 灶神星 | 00°16'15"                 | 00°36'00"                 | −00°17'32"                |
| 凱龍星 | 00°02'00"                 | 00°10'00"                 | −00°06'00"                |

## 歷史

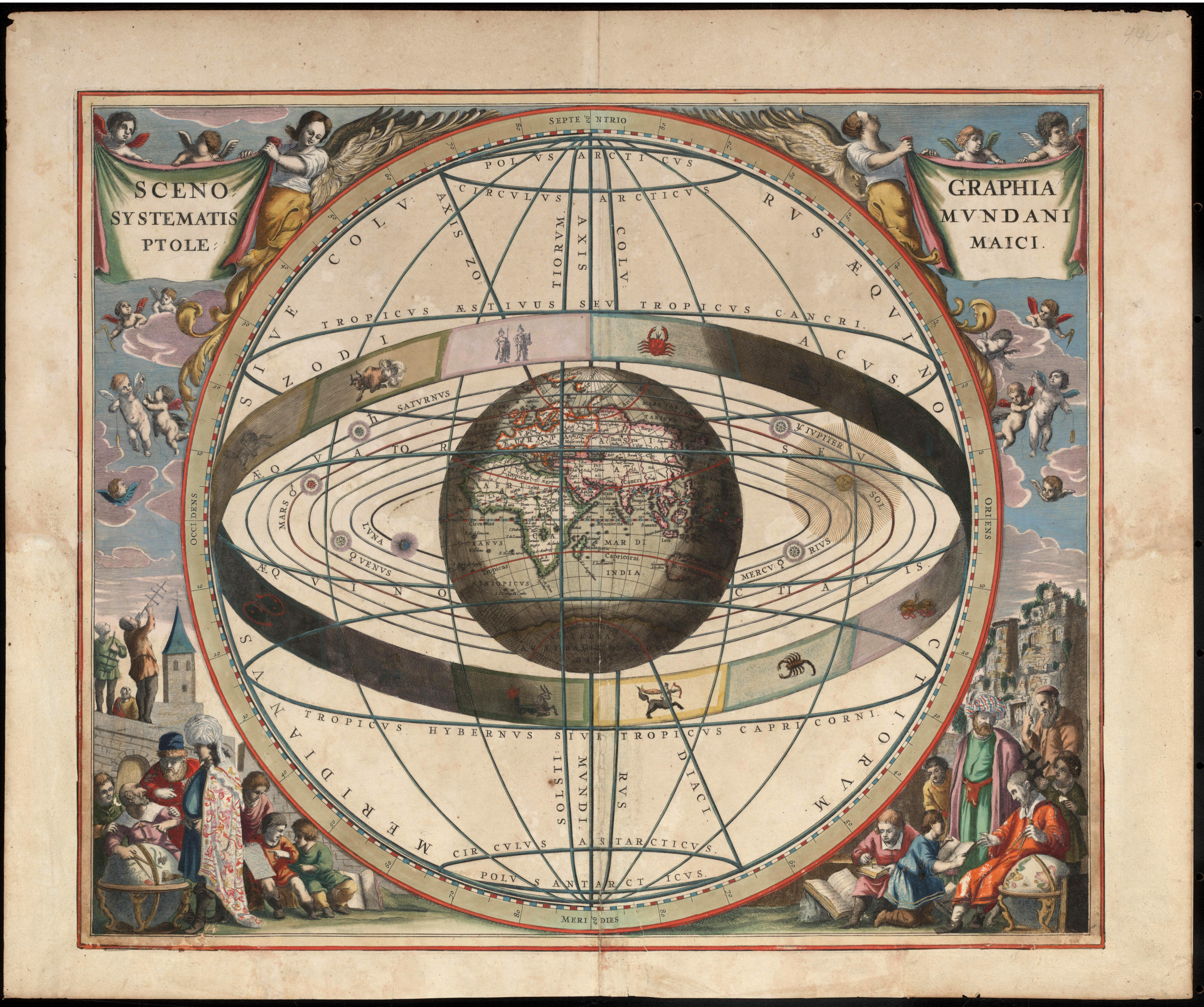
由安德烈亞斯·塞拉里烏斯描繪的宇宙地心托勒密系統，1660年～1661年。

托勒密行星和祂們影響著人類的誕生並“在祂們所統治下”之專著出現於木版書的形式中，即所謂的“星曜書（planet books）”或Planetebücher，由1460年左右在日耳曼南方，並在整個德國文藝復興時期仍受歡迎，發揮最大圖像學的影響遠至十七世紀。一個顯著的早期例子是大約1470年在沃爾費格的家庭讀物。甚至更早期，汉斯·塔尔霍夫（Hans Talhoffer），在一卷1459年的手稿，包括一份行星與受行星影響之人的專著。
這些書通常列出各有一位男性和一位女性提坦與每一個行星有關連，克洛諾斯（Cronus）和瑞亞（Rhea）與土星在一起，欧利米登（Eurymedon）和忒彌斯（Themis）與木星在一起，許珀里翁（Hyperion）和忒亞（Theia）與太陽在一起，阿特拉斯（Atlas）和福柏（Phoebe）與月亮在一起，科俄斯（Coeus）和墨提斯（Metis）與水星在一起，還有俄刻阿諾斯（Oceanus）和忒提斯（Tethys）與金星在一起。
從行星經由祂們所影響之人而繼承的素質顯示如下：
- 土星：憂鬱和冷漠。
- 木星：探求。
- 火星：從軍和战斗。
- 太陽：音樂和運動。
- 月亮：與水和旅遊有關連。
- 水星：金錢和商業。
- 金星：愛情和热忱。[18]

## 古典行星
這七大古典行星是那群容易以肉眼看見的天體，並且是由古代的占星術家已知的行星。祂們是太陽、月亮、水星、金星、火星、木星和土星。有些時候，太陽與月亮被名之為“曜星（the lights）”或是“發光體（luminaries）”；這七大主星中國古稱七曜，亦称“七政”、“七纬”、“七耀”。《尚书·舜典》：“在璇玑玉衡以齐七政。”唐代孔颖达疏：“七政，其政有七，于玑衡察之，必在天者，知七政谓日月与五星也。木曰岁星，火曰荧惑星，土曰镇星，金曰太白星，水曰辰星。《易·系辞》云：天垂象，见（现）吉凶，圣人象之。此日月五星，有吉凶之象，因其变动为占，七者各自异政，故为七政。得失由政，故称政也。”晋范宁《春秋谷梁传序》：“阴阳为之愆度，七曜为之盈缩。”杨士勋疏：“谓之七曜者，日月五星皆照天下，故谓之曜。”南朝宋鲍照《河清颂》：“如彼七纬，细璧重珠。”钱仲联注：“七纬，日月五星。”北齐章昼《新论·妄瑕》：“夫二仪七耀之圣，不能无专亏沴。古以日、月、金、木、水、火、土为七曜。”。有趣一點的是中國武術中的形意拳称头、肩、肘、手、胯、膝、足七个部位（七體）为七曜。另外天空上的星體中，穀神星與天王星也剛好可以用肉眼觀察到，雖然尚未有古代文化顯示出對穀神星與天王星的天文記錄，但是祂們依然能夠對人們命運產生影響力。七大古典行星歸屬于占星術上的描述自古以來就已流傳於今。占星家所論及的七大古典行星乃為“七大個人性與社會性行星”，因為祂們所言及的乃是代表每一個人基本的人性精神。个人性的行星是太陽、月亮、水星、金星與火星。社會性或超越個人的行星是木星和土星。木星和土星通常被名為最初的“超越個人”或是“超越”的行星，因為祂們代表從內圍的個人性行星到現代外圍、和個人無關的行星之一個過渡天體。天王星、海王星和冥王星這三個現代外圍行星通常被名為集體或是超越行星。以下是七大行星及祂們相關特性的章節。

### 太陽

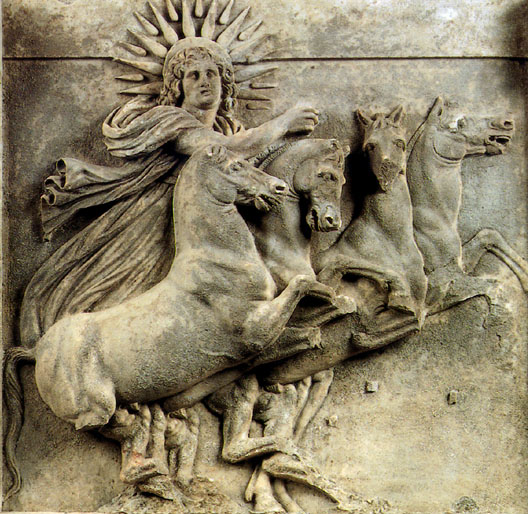
來自伊利安（Ilion）的太陽神赫利俄斯浮雕，雕刻於西元前四世紀早期。

太陽是獅子座的守護主星以及在牡羊座中是擢昇星。在希臘神話中，太陽是由提坦神的許珀里翁以及赫利俄斯（羅馬神話中的索爾，以及後來由阿波羅接任太陽神職掌，阿波羅乃為光明之神）來作為代表。太陽是位居我們的太陽系中心的恆星星體，地球與其他行星圍繞著祂運轉著並且為我們提供了熱能和光源。太陽每年移動的弧線（arc），每天上升與下降會在一個稍微不同的位置，因此這是在現實中地球自身軌道是圍繞著太陽的一個反映。這條日弧從赤道緯度（0°）到更遠的北方或南方其對地球的影響是廣大得，给予一年期間裡晝夜之間還有季節之間更極端的區別、差異。太陽會在祂全年運行歷程中經過整個黃道帶的十二星座，每一個星座要耗費一個月的時間。太陽的座落位置在個人誕生日時因而決定了通常人們所謂得他的／她的隸屬之“太陽”星座了。然而，太陽星座分配的期間或天數在西洋占星術系統（星座會於每一個月的 22-23 日左右進行更換）以及印度占星術系統（星座會於每一個月的 14-15 日左右進行更換）之間是有所不同且有變化得，這是由於行星計算系統的殊異性所導致，此即為回歸黃道（Tropical zodiac）與恆星黃道（Sidereal zodiac）兩者定義上的分別。

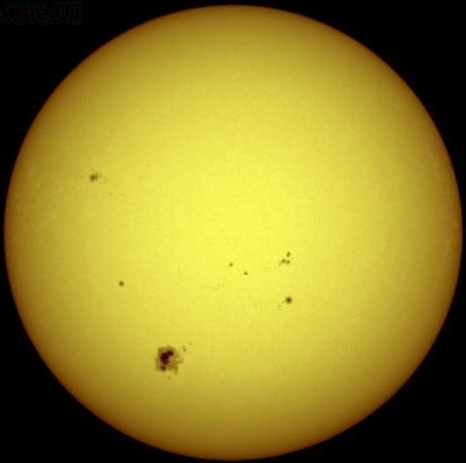
太陽，位居太陽系中心的恆星星體。

占星術領域中的解釋，通常被認為是代表著有意識的自我，即自己與他人的表達方式、个人魅力、自尊心與權威、領導素質和創造力的原則、自發性、健康和活力，太陽在占星術中的總合意義被稱之為“生命的力量”。最初紀錄的引用參考之一是從美索不達米亞宗教（Mesopotamian Religion）中的太陽崇拜並且在《吉爾伽美什史詩》中的描述容。西元一世紀的詩人馬庫斯·曼尼里烏斯在他的說教詩作，乃一部8000-詩句的詩篇，《天文》（Astronomica），描述著太陽，或者是索爾，為良性和有利得。在醫療占星術中，太陽與心臟、循環系統，以及胸腺相關連。在阿育吠陀中，祂主宰著生命-力量（praan-shakti），治理膽汁氣質（pitta）、胃（stomach）、骨骼以及眼睛。在現代占星術之中，太陽是第五宮的最初先天的主管星。
太陽也是與星期日有關聯；在古代中國（大唐時代開始）、台灣日治時期和現在的日本、大韩民国、李氏朝鲜，一星期以「七曜」來分別命名，星期日稱為日曜日（韓語：일요일）。但丁·阿利吉耶里將太陽與博雅教育中的音樂學科相聯繫（联想）在一起。中國傳統的道教信仰中乃是由太陽星君為主掌太陽的神明；在中國占星術（事實上應該是中國風水學理論以及陰陽五行學說）之中，太陽表示著“阴阳”，為積極、張揚陽剛的生活原則。

### 月亮

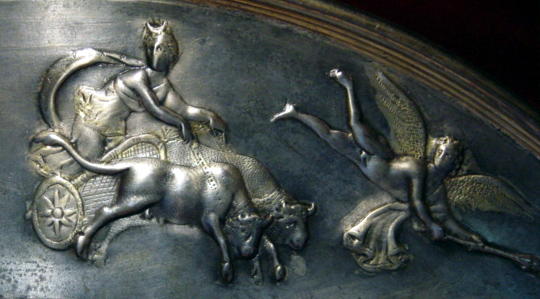
盧娜或者狄安娜，帶著一頂盈月冠以及駕御祂的牛-拉之戰車（二马双轮战车，biga，這款戰車原為雙馬所拉牽的，而這裡則是由雙牛所曳引著戰車），鑄於帕拉比亞戈盤（Parabiago plate，西元二世紀～五世紀）之盤面上。

月亮是巨蟹座的守護主星以及在金牛座中是擢昇星。在羅馬神話中，月亮乃是由盧娜所掌管得，有時候被人們認為也是等同于狄安娜這尊女神得（在希臘神話中，乃是由塞勒涅以及阿耳忒彌斯來作為代表）。月亮本身擁有足夠大的引力來影響著地球，月亮穩定了地球的軌道並且規律產生著潮汐的潮起潮落。太陰日月亮同步了祂圍繞地球的軌道，以這樣的方式月亮的同一側總是面向著地球，而祂的另一側被稱為“月球背面”則是面朝著宇宙。

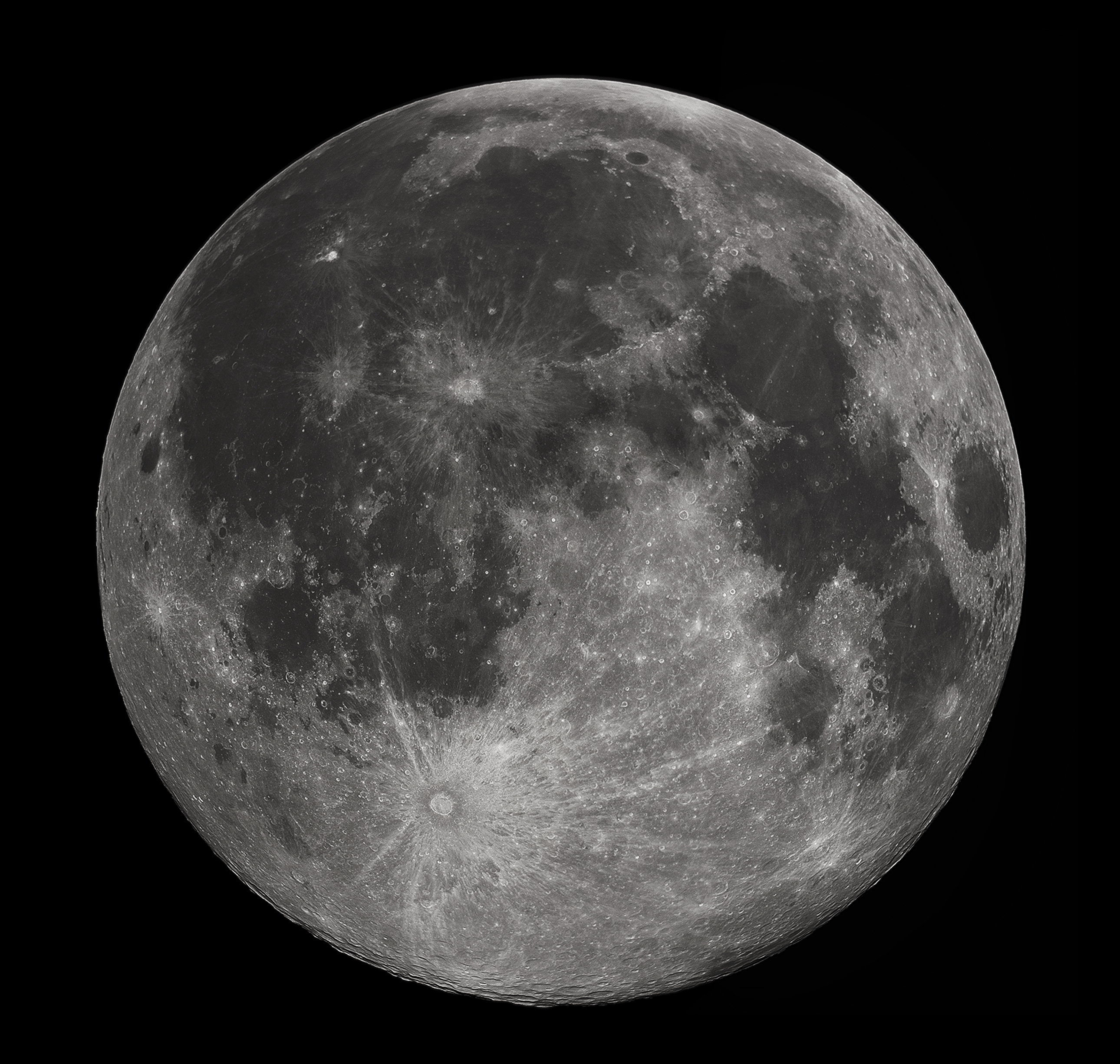
月亮在滿月時候的狀態。

占星術領域中的解釋，月亮與個人的情緒構成、不自覺的習慣、節奏、記憶、心情以及他們的反應和適應他們周圍的能力有關連。祂也是與母親、母性本能或是培育慾望的迫切要求、家園、安全感的需求以及往事，特別是早期的經歷和童年這些種種相關聯。西元一世紀的詩人曼尼里烏斯描述著月亮，或者是盧娜，為憂鬱的的。在醫療占星術中，月亮與消化系統、胃（stomach）、乳房、卵巢與經期（這是在每月一次週期所發生的），以及胰腺相關連。儘管在曼尼里烏斯的指定分配上，月亮通常與四體液中的黏液相關連，而黏液在四種氣質裡則與冷靜（phlegmatic）性情有直接關係；祂主管著動物的靈魂（乃為阿耳忒彌斯的職掌之一）。在現代占星術之中，月亮是第四宮的最初先天的主管星。
月亮在英文之中為Moon或者是拉丁文為Luna是與Monday（星期一）有關聯，這英文單字的Monday來自於古英文詞彙為Moon day或者是Moon's day，並且在羅曼語（拉丁系語言）之中，星期一的名稱來自於luna（譬如：在羅馬尼亞文中的luni 、在法文中的lundi、在西班牙文中的lunes以及在義大利文中的lunedi）。在古代中國（大唐時代開始）、台灣日治時期和現在的日本、韓國、朝鮮，星期一稱為月曜日（韓語：월요일）。但丁·阿利吉耶里將月亮與博雅教育中的文法學科相聯繫（聯想）在一起。
中國傳統的道教信仰中乃是由太陰星君為主掌月亮的神明；在中國占星術（事實上應該是中國風水學理論以及陰陽五行學說）之中，月亮表示著“阴阳”，即消極的以及陰性的感受、接納之生活原則。在印度占星術之中，月亮是名為旃陀罗或者是蘇摩（सोम，Soma）並且代表著心智、女王的地位（queenship）以及母親。值得一提的是北月交（名為羅睺〔राहु，Rahu〕）與南月交（名為計都〔केतु，Ketu〕）在印度占星術中被占星家認為是特別重要的，並且給予一個相當於七曜的地位與古典七大主星並列一起而成為了九曜的一部分。

### 金星

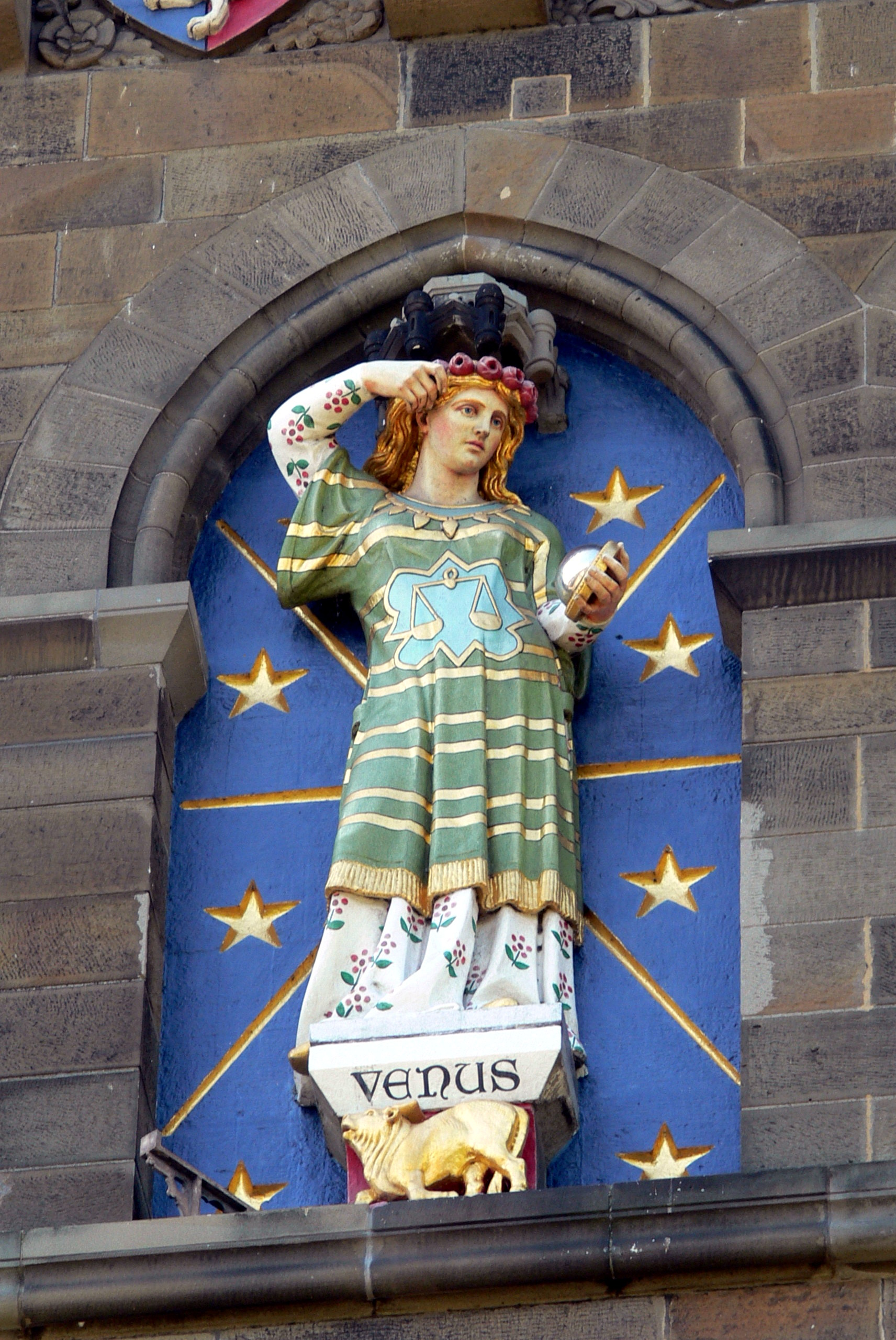
維納斯，穿著位於祂的腹部繡有天秤座標誌的服裝，並且金牛座位於祂的腳下，位於威爾士的加的夫城堡。

維納斯-金星是金牛座與天秤座的守護主星以及在雙魚座中是擢昇星。在羅馬神話中，維納斯是愛與美的女神，同时又是执掌航海的女神，祂是以能夠挑起、攪動眾神之間的情慾而著名。值得一提的是最早崇拜祂的地方是塞浦路斯、库忒拉岛、小亚细亚，在羅馬帝國時期有關於祂的崇拜則是最盛行得；在龐貝城中將維納斯視為龐貝城的守護神，龐貝的人民對維納斯是非常崇拜著。在罗马，维纳斯的纪念日定在每年的四月，帝国时期的罗马对维纳斯的崇拜尤为盛行。凯撒大帝自称埃涅阿斯后裔，尊维纳斯为罗马人祖先，他采行維娜斯·吉尼翠斯（Venus Genetrix）崇拜，為母性與婚姻的女神，凱撒於西元前46年建立了維娜斯·吉尼翠斯神廟。而哈德良對於羅馬城中維納斯崇拜制度則有很大的革新。
金星是以225天的時間繞著太陽軌道來運行一週，在進入每一個黃道十二星座之中則必須耗費18.75天的時間。金星在夜空中是第二個明亮的天體，而月亮於夜空中則是最明亮得。通常這兩個天體對地球而言是被視為雙行星。
占星術領域中的解釋，金星是與和諧、愉快的心情（resilience）、美麗、高尚、團結互助、情感、平等，以及同情的迫切的要求還有與他人之間的團結的原則相關聯。祂是涉及著歡樂、男性喜歡的女性類型、舒適性（comfort）以及輕鬆悠閒的願望有關。金星支配與掌管著浪漫的關係、婚姻和商業合作夥伴關係、審美觀、個人價值觀、金錢與貴重金屬、藝術、時尚與社交生活，在個人的命盘里則是可以看出一个人的爱情或表达爱情的方式。西元一世紀的詩人馬庫斯·曼尼里烏斯描述著金星為慷慨大方與豐饒的以及小有助益（小吉星）。

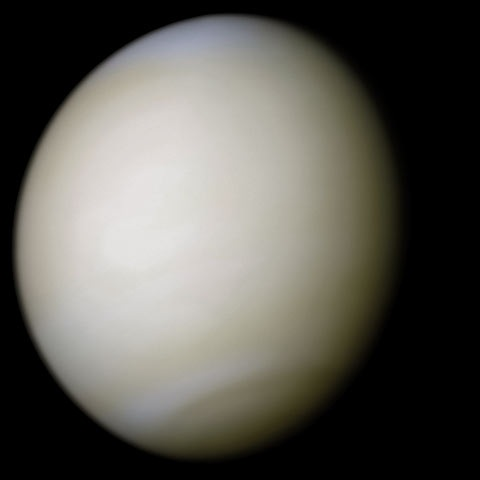
七曜之中的金星。

金星這顆行星在醫療占星術中是與腰部、静脉、甲狀旁腺、喉嚨和腎臟相關連。金星被認為是適度的溫暖與濕潤，並且與四體液中的黏液相關連，而黏液在四種氣質裡則與冷靜性情有直接關係。在現代占星術之中，金星掌管著是第二宮和第七宮的主管星。
金星是Friday（星期五）的主星。在從拉丁語系語文的導源中，譬如羅馬尼亞文、西班牙文、法文，以及義大利文，Friday這個單字通常相近Venus（分別是：vineri、viernes、vendredi以及venerdì）這個單字。在古代中國（大唐時代開始）、台灣日治時期和現在的日本、韓國、朝鮮，星期五稱為金曜日（韓語：금요일）。但丁·阿利吉耶里將金星與博雅教育中的修辭學科相聯繫（聯想）在一起。中國傳統的道教信仰中乃是由金德太白星君為主掌金星的神明；在中國占星術（事實上應該是中國陰陽五行學說）之中，金星是與五行中的金行相關連，意義是不屈不撓、堅強與穩固的。然而前述這一段關於五行中的金行之解釋是以西洋人理解的立場來看待，事實上必須如實回歸到中國古代經典的定義才能真正理解金行之意義，由《尚書·洪範》：「五行：一曰水，二曰火，三曰木，四曰金，五曰土；水曰潤下，火曰炎上，木曰曲直，金曰從革，土曰稼穡；潤下作咸，炎上作苦，曲直作酸，從革作辛，稼穡作甘。」可以得知金曰從革、從革作辛。在印度占星術中，金星被名為蘇揭羅並且代表著財富、快樂以及生殖。在北欧宗教之中，這顆行星是與弗蕾亞有關聯，為愛、美以及豐饒的女神。

### 木星

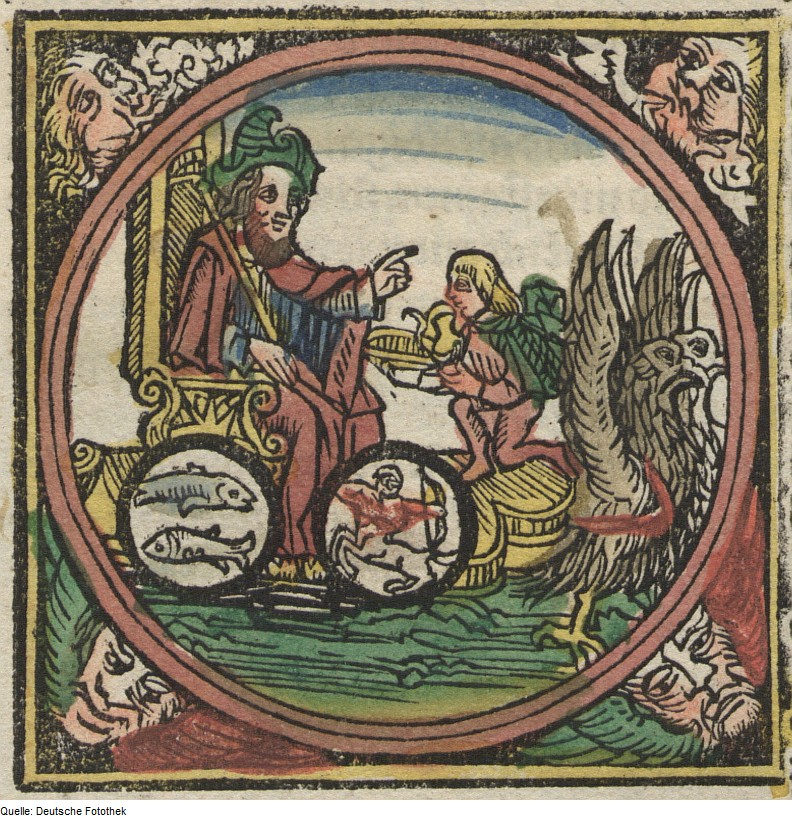
朱庇特登基，在祂的腳部位置處伴隨著雙魚座與射手座的圖騰標誌。（由約翰內斯·雷格蒙塔努斯所製作的木刻版畫，1512年）

朱庇特-木星是射手座的守護主星和雙魚座的古代守護主星，以及在巨蟹座中是擢昇星。在羅馬神話中，朱庇特是眾神的主宰與祂們的監護人和保護者，並且祂的象徵是雷電。而羅馬人相信朱庇特授予他們至高無上的霸權地位，因為他們羅馬人比其他民族擁有更多的尊榮。朱庇特祂是“在城市與眾神仰賴的關係之上保護（auspices）的源泉。”。祂被賦予作為羅馬最高辦事處、內部組織，以及外部關係的神聖權威。祂的形象在羅馬的共和政體與帝國的主神殿中具有王权的標識之象徵，並且是和羅馬的古代君王與最高領事以及帝國的榮譽聯繫在一起得。
以同樣的道理而言，在占星術領域上行星中的朱庇特-木星是其他行星之王，一顆規模巨大伴隨著场面富丽且壮观的、色彩鮮豔的氨雲層以及激烈的暴风雨之行星。一些天文學家認為木星祂担任著一個重要的保护任务與角色是在于祂使用其庞大的重力来捕获或驱逐來自太陽系的許多彗星和小行星，否則將會威脅地球和內圍行星。木星需要11.9年的時間繞著太陽軌道運行一週，在進入每一個黃道十二星座之中則必須耗費將近差不多一個地球年（361天數）的時間。再者，木星通常是在天空中為第四亮的天體（位於太陽、月亮以及金星之後）。
占星術領域中的解釋，木星是與成長、發展、繁榮，以及幸運的原則相關聯。木星支配與掌管著長途和國外旅行、高等教育、宗教，以及法律。祂也是與自由與探索、人道主義與保護作用及任務，以及投机和歡樂這些强烈欲望或者迫切要求這些種種相關聯。

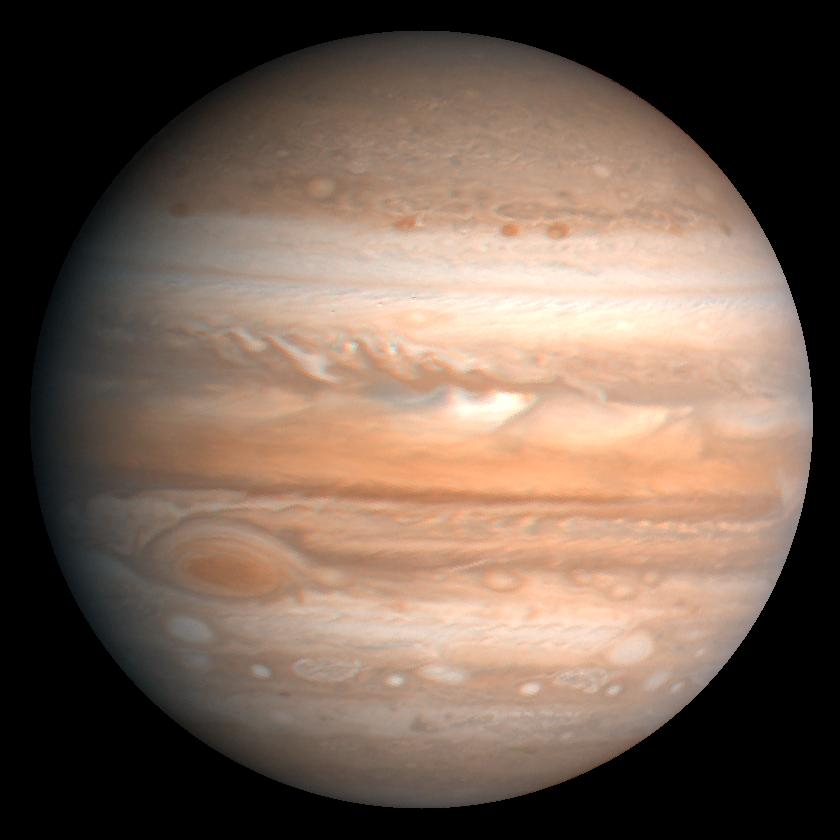
七曜之中的木星。

西元一世紀的詩人曼尼里烏斯描述著木星為溫和的與良性的，並且大有助益（大吉星）。祂被認為是在自然界中屬於溫暖與潮濕的性質，並因此有益於生命。在醫療占星術中，木星是與肝臟、腦下垂體，以及肥胖或脂肪的支配與處置相關連；祂治理著四體液中的血液，而血液在四種氣質裡則與樂觀性情有直接關係。在現代占星術之中，木星是第九宮的最初先天的主管星，但是傳統上而言，木星是被指定為主管著第二宮與第九宮這兩個宮位：分別為重視價值的宮位，以及信仰或者是信念的宮位。
木星是與Thursday（星期四）有關聯，並且在羅曼語之中，關於Thursday這名稱通常來自於Jupiter（譬如：在羅馬尼亞文中的joi、在法文中的jeudi、在西班牙文中的jueves，以及在義大利文中的giovedì）。在古代中國（大唐時代開始）、台灣日治時期和現在的日本、韓國、朝鮮，星期四稱為木曜日（韓語：목요일）。但丁·阿利吉耶里將木星與博雅教育中的幾何學科相聯繫（聯想）在一起。中國傳統的道教信仰中乃是由木德歲星星君為主掌木星的神明；在中國占星術（事實上應該是中國陰陽五行學說）之中，木星是由五行中的木行所掌管著，這是耐心、勤奮，以及可靠的意思。然而前述這一段關於五行中的木行之解釋是以西洋人理解的立場來看待，事實上必須如實回歸到中國古代經典的定義才能真正理解木行之意義，由《尚書·洪範》：「五行：一曰水，二曰火，三曰木，四曰金，五曰土；水曰潤下，火曰炎上，木曰曲直，金曰從革，土曰稼穡；潤下作咸，炎上作苦，曲直作酸，從革作辛，稼穡作甘。」可以得知木曰曲直、曲直作酸。在印度占星術中，木星被名為上師（古魯）或者是祭主仙人（毗訶波提），並且被尊稱為‘偉大的導師’。

### 水星

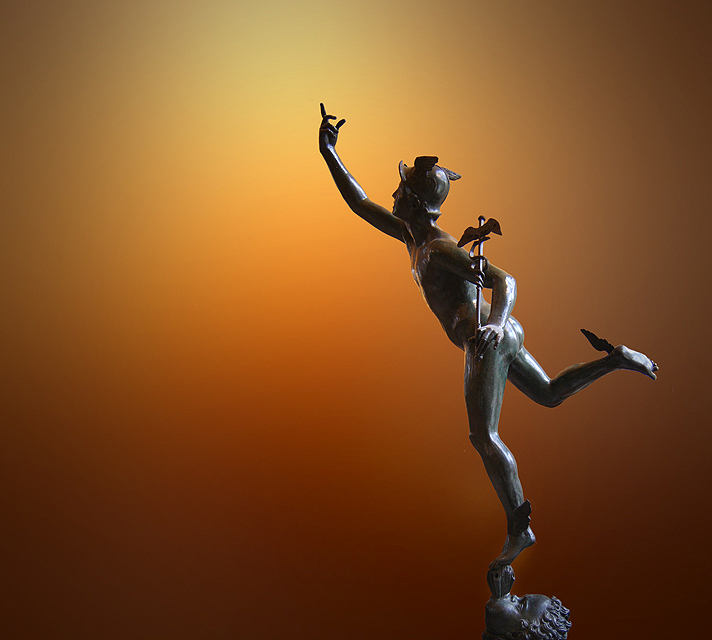
飛翔中的墨丘利（Flying Mercury，十六世紀晚期）由詹波隆那所雕塑的羅馬神像。

墨丘利-水星是雙子座與處女座的守護主星以及在處女座或是水瓶座中是擢昇星。在羅馬神話中，墨丘利是眾神的使者，祂的速度和迅捷是著名與出名的。與此相呼應，為酷熱、鬱熱且没有风世界的水星繞著太陽轉，他在太陽系任何行星之中是公轉軌道速度最快的行星。水星只有運用了88天的時間繞著太陽軌道來運行一週，在進入每一個黃道十二星座之中則必須耗費7.33天的時間。太陽系的行星裡，水星是這麼如此的貼近著太陽得，祂是跟隨著太陽仍在地平線之上之前，並且在太陽即將要下山之後的那個時刻人們即可以用肉眼來看見祂了，但也只有一個短暫的時間會存在於天空上顯現。
占星術領域中的解釋，水星代表著溝通、智力（mentality）、思維模式、理性和推理，以及適應性和變化性的原則。水星是支配與掌管著學校和教育、周圍環境的鄰居、親兄弟姊妹與堂或表親兄弟姊妹、短距離的交通運輸，信息和通信形式像是郵遞、電子郵件和電話、報紙、新聞業與寫作、信息情報的蒐集技能與身體的靈巧性。西元一世紀的詩人曼尼里烏斯描述著水星為一顆變化無常、活潑和好奇的行星。

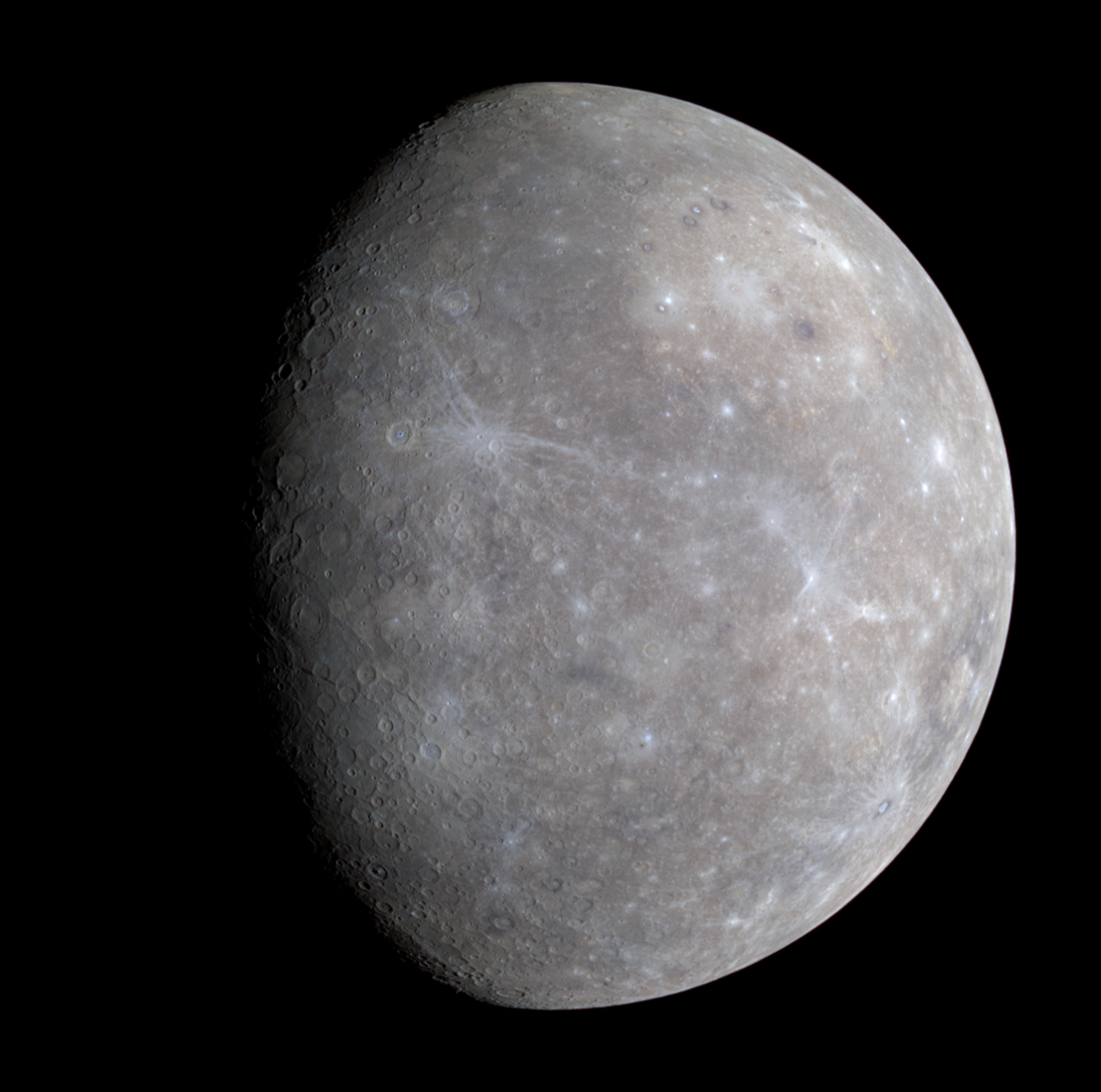
七曜之中的水星。

在醫療占星術中，水星是與神經系統、大腦、呼吸系統、甲狀腺以及感觉器官相關連。傳統上水星被認為是本質上是寒冷與乾燥，這是根據著祂在黃道帶中的座落位置與其他行星所形成的任何相位來論定。
在現代占星術之中，水星被認為是第三宮與第六宮的主管星；传统上，祂在第一宮裡是行星喜樂。墨丘利在神話中是眾神的使者。所以西洋占星術中依Mercury（墨丘利）神祇而命名的水星，祂是一顆經常的在表達與聯繫的行星。水星的行動及作用是將事情項目拆解分開來並且又重新把他們給放在一起。祂是一顆机会主义的行星，果斷地冷靜與好奇。
水星之配管裡著Wednesday（星期三）。在羅曼語之中，Wednesday 這單字是近似雷同Mercury（在羅馬尼亞文中的miercuri、在法文中的mercredi、在西班牙文中的miercoles以及在義大利文中的mercoledì）。在古代中國（大唐時代開始）、台灣日治時期和現在的日本、韓國、朝鮮，星期三稱為水曜日（韓語：수요일）。但丁·阿利吉耶里將水星與博雅教育中的辯證學科相聯繫（聯想）在一起。在印度占星術中，水星是名為Budha（बुध，部陀），與Buddhi（बुद्धि，菩提，“智慧”）這辭彙有關以及代表著溝通。
中國傳統的道教信仰中乃是由水德辰星星君為主掌水星的神明；在中國占星術（事實上應該是中國陰陽五行學說）之中，水星表示著五行之中的水行，這是屬於第四個元素，也因而是象徵著溝通、智慧，以及優雅。然而前述這一段關於五行中的水行之解釋是以西洋人理解的立場來看待，事實上必須如實回歸到中國古代經典的定義才能真正理解水行之意義，由《尚書·洪範》：「五行：一曰水，二曰火，三曰木，四曰金，五曰土；水曰潤下，火曰炎上，木曰曲直，金曰從革，土曰稼穡；潤下作咸，炎上作苦，曲直作酸，從革作辛，稼穡作甘。」可以得知水曰潤下、潤下作咸。

### 火星

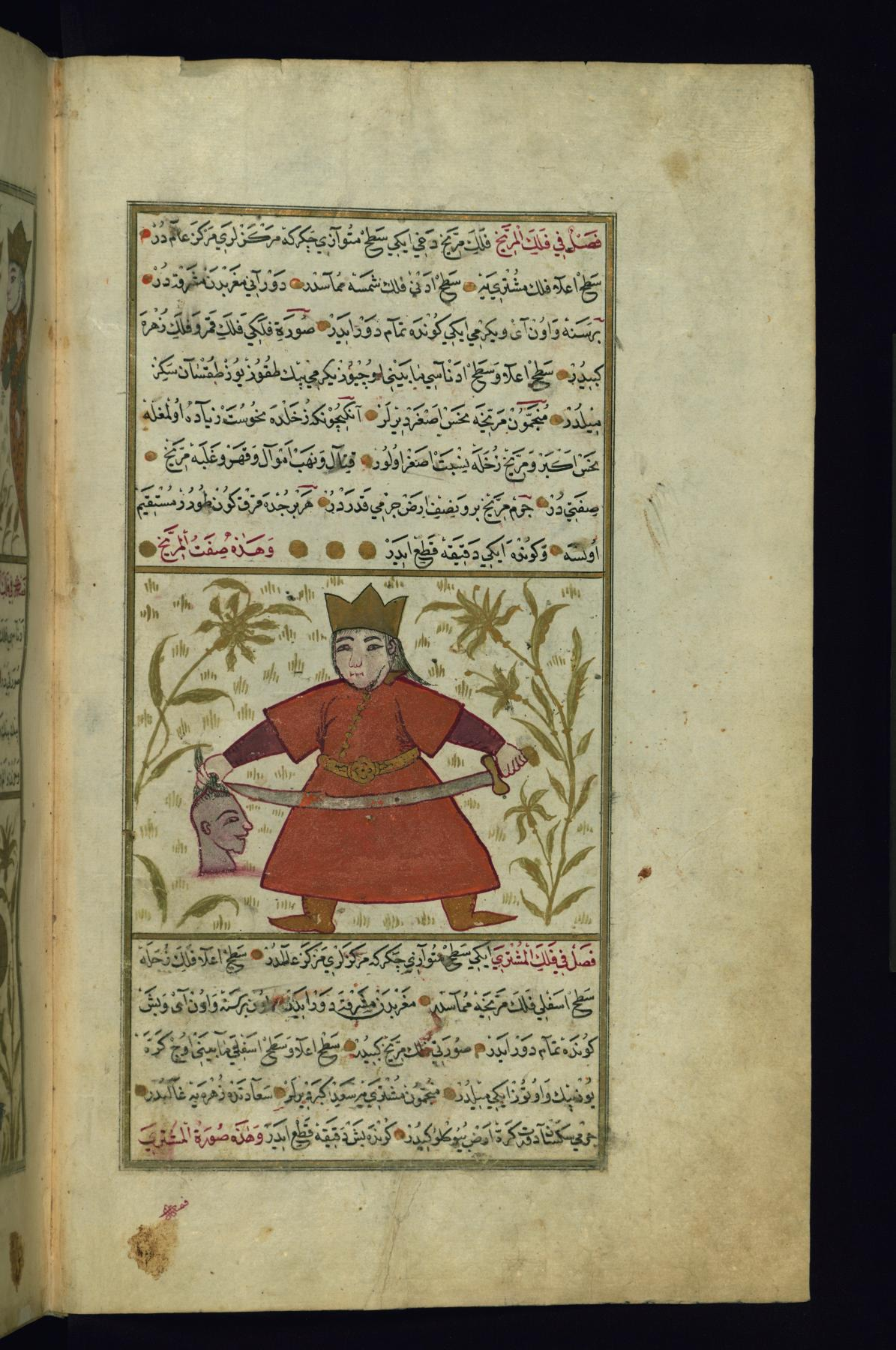
十八世紀早期，在匝加利·亞-卡茲維尼（Zakariya al-Qazwini）的动物寓言集書中的馬爾斯（al-mirrikh，在阿拉伯文中是馬爾斯、火星的意思）插圖，現今珍藏於沃爾特斯美術館（The Walters Art Museum）

馬爾斯-火星是牡羊座的守護主星，在古典占星術中也是共同掌管著天蠍座的守護主星以及在摩羯座中是擢昇星。馬爾斯是尊職掌戰爭與殺戮的羅馬神祇，祂的象徵標誌是矛與盾，並且在占星符號中馬爾斯-火星的符號正是應合著祂的特徵。由於火星的土壤與人類血液中的血红蛋白（俗稱血色素，hemoglobin）兩者皆含有豐富的鐵質也正因為如此這兩者共有著其鮮明的深紅色彩。在羅馬宗教中祂受羅馬人的崇拜是繼朱庇特之後為第二尊非常重要的神祇，並且於羅馬軍團中的戰神崇拜中祂的地位最為顯赫。
火星需要687天的時間繞著太陽軌道運行一週，在進入每一個黃道十二星座之中則必須耗費57.25天的時間。祂也是第一顆沿著地球軌道以外運行的行星，使得祂成為了第一顆不近距離沿著太陽的状况而運行之天體。火星具有兩個永久的極地冰帽。在一個極地的冬季期間，它是处于持續黑暗的状态之中，冰冷的地表連帶著導致大氣中 25–30% 之沉積形成了 CO2 冰（乾冰）的厚片。
占星術領域中的解釋，火星是與自信和自我主張（self-assertion）、攻擊性、色慾、精力或活力、力量、野心以及衝動相關聯。火星還支配與掌管著體育、競賽以及一般的体力活動。西元一世紀的詩人曼尼里烏斯，他描述著火星這顆行星為激烈的並作為一顆小有損害的行星（小凶星）。在醫療占星術中，火星負責掌管生殖器官、肌肉系统、生殖腺（gonads）和腎上腺。火星祂在傳統上認為是熱的與過於乾燥的並且主宰著四體液中的黃膽汁，而黃膽汁在四種氣質裡則與易怒性情有直接關係。祂是與 發燒、意外事故、外傷、疼痛以及外科手術相關連。

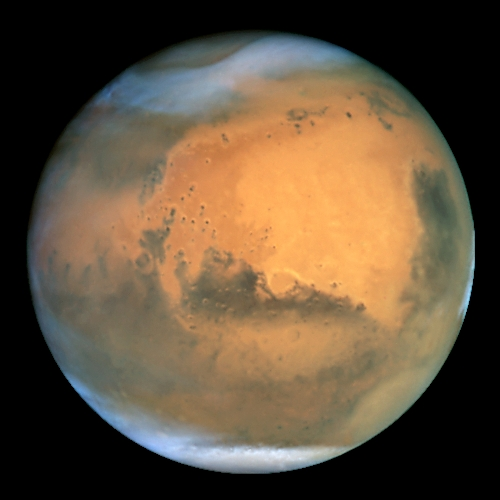
七曜之中的火星。

在現代占星術之中，火星是第一宮的最初先天的主管星。然而传统上而言，火星是主管著第三宮與第十宮這兩個宮位。而依行星的剛柔性質而論，金星趨向於整體的關係氛圍，火星是充滿激情的衝動和行徑或行為、屬於男性與陽性方面、有紀律、意志力和耐力。
火星是與Tuesday（星期二）有關聯並且在羅曼語之中Tuesday這單字通常相近Mars（在羅馬尼亞文中的marţi、在西班牙文中的martes、在法文中的mardi以及在義大利文中的martedì）。這英文的“Tuesday”是“Tyr's Day（蒂尔之日）”的現代化單字之形式，Tyr（蒂尔，祂乃是北欧神话中的戰神）是日耳曼語中相近於Mars地位的神祇尊稱。在古代中國（大唐時代開始）、台灣日治時期和現在的日本、韓國、朝鮮，星期二稱為火曜日（韓語：화요일）。但丁·阿利吉耶里將火星與博雅教育中的算術學科相聯繫（聯想）在一起。中國傳統的道教信仰中乃是由火德熒惑星君為主掌火星的神明；在中國占星術（事實上應該是中國陰陽五行學說）之中，火星是由五行中的火行所掌管著，這是關連著激情的、活力的以及冒險的。然而前述這一段關於五行中的火行之解釋是以西洋人理解的立場來看待，事實上必須如實回歸到中國古代經典的定義才能真正理解火行之意義，由《尚書·洪範》：「五行：一曰水，二曰火，三曰木，四曰金，五曰土；水曰潤下，火曰炎上，木曰曲直，金曰從革，土曰稼穡；潤下作咸，炎上作苦，曲直作酸，從革作辛，稼穡作甘。」可以得知火曰炎上、炎上作苦。在印度占星術中，火星被名為曼伽羅並且代表著活力、自信以及自我。

### 土星
請注意：為了防止在翻譯過程中原意流失，本章節有關原文引用部分將會採取保留原文以提供作為譯文的對照，期能保障如實且完整的了解其主旨。

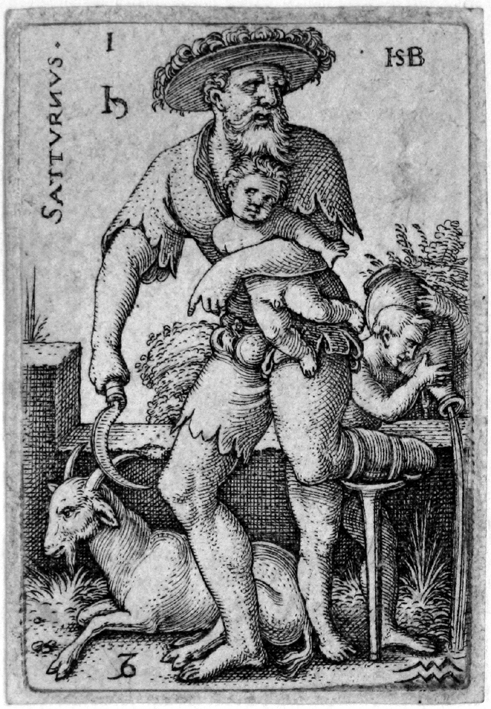
薩圖恩，由腳下腿處後方伴隨著摩羯座以及左腳大腿後方伴隨著水瓶座，並且於祂左手所抱在懷裡的小孩則象徵著新年，來自於《七大主星與黃道十二星座》（The Seven Planets with the Signs of the Zodiac，1539年），由汉斯·塞巴德·贝哈姆（Hans Sebald Beham）所製作。

薩圖恩-土星是摩羯座的守護主星以及在天秤座中是擢昇星。在羅馬神話中，薩圖恩是農業之神，祂也是提坦的首領，同時也是文明的創始者、以及社會秩序與管理規範遵從的神祇。土星於占星符號的字形之型態像一把大鐮刀，但是祂被認為是“新月位在十字的下方”，然而木星於占星符號的字形是“新月位在十字的上方”，二者正好對調。在七曜之中土星是擁有著名而且最突出以及明显的行星环（即名為土星環）包圍和環繞著祂，反映出人類侷限性的概念。土星需要29.5年的時間繞著太陽軌道運行一週，在進入每一個黃道十二星座之中則必須耗費2.46年的時間。
占星術領域中的解釋，土星是與專注、精確、高貴、倫理道德、端莊、崇高的目標、宗旨、事業、偉大成就、奉獻、權威人物、有次序的階級制度、穩定性、美德、丰饶、具有價值的困苦或艱難教訓、命運、符合或順應社會結構、平衡，以及业障（karma，種如是因得如是果或者是宇宙法則和自然規律，這是放之四海而皆準，且絲毫不差的定律。請參閱業 (佛教)以及佛經中的闡述）這些種種相關聯，但是也與侷限性、限制、疆界、焦慮、考驗、實際性、現實，以及時間這些種種相關聯。祂涉及到一個人的義務、紀律、責任意識，包含著在艱辛的時候他們的身體與情感上之耐久力、耐性。土星也被認為是代表一個人關注著長遠規劃和遠見的一部分。土星的回歸據說是標誌著每個人生命中重大意義的事件。根據西元一世紀的詩人曼尼里烏斯的描述，土星是哀傷、鬱悶，以及冷酷，並且是大有損害（大凶星）。根據克勞狄烏斯·托勒密的《占星四書》所述，“土星是右耳、脾臟、膀胱、黏液，以及骨頭的主宰。”。土星象徵著乾燥與寒冷的過程（processes）以及事物，這是維持生命的一種必要之平衡面向。祂治理著四體液中的黑膽汁，而黑膽汁在四種氣質裡則與憂鬱性情有直接關係。
根據卡巴拉的《创世之书》 – GRA版本 – 由阿里耶·卡普蘭（Aryeh Kaplan）翻譯，由第四章第十三節（4:13）中的經文所述：

英譯：
"He made the letter Resh(ר) king over Peace

And He bound a crown to it

And He combined one with another

And with them He formed

Saturn in the Universe

Friday in the Year

The left nostril in the Soul,

male and female."
中譯：
“他創造了字母蕾士（ר）在和平之上的君王

以及他勢必為它加冕

並且他結合一個與另一個

還有與他們他形成了

土星在宇宙之中

星期五在年度中

左鼻孔於靈魂中，

男性和女性。”

※請注意，由於原文出自古老的智慧著作，具有深奧的涵意，因此為了保留原始的文獻與真義，這裡以刊出原文經文以及中文翻譯以資對照，唯中文翻譯僅能參考，必須閱讀原文才能真正了解經文真諦。

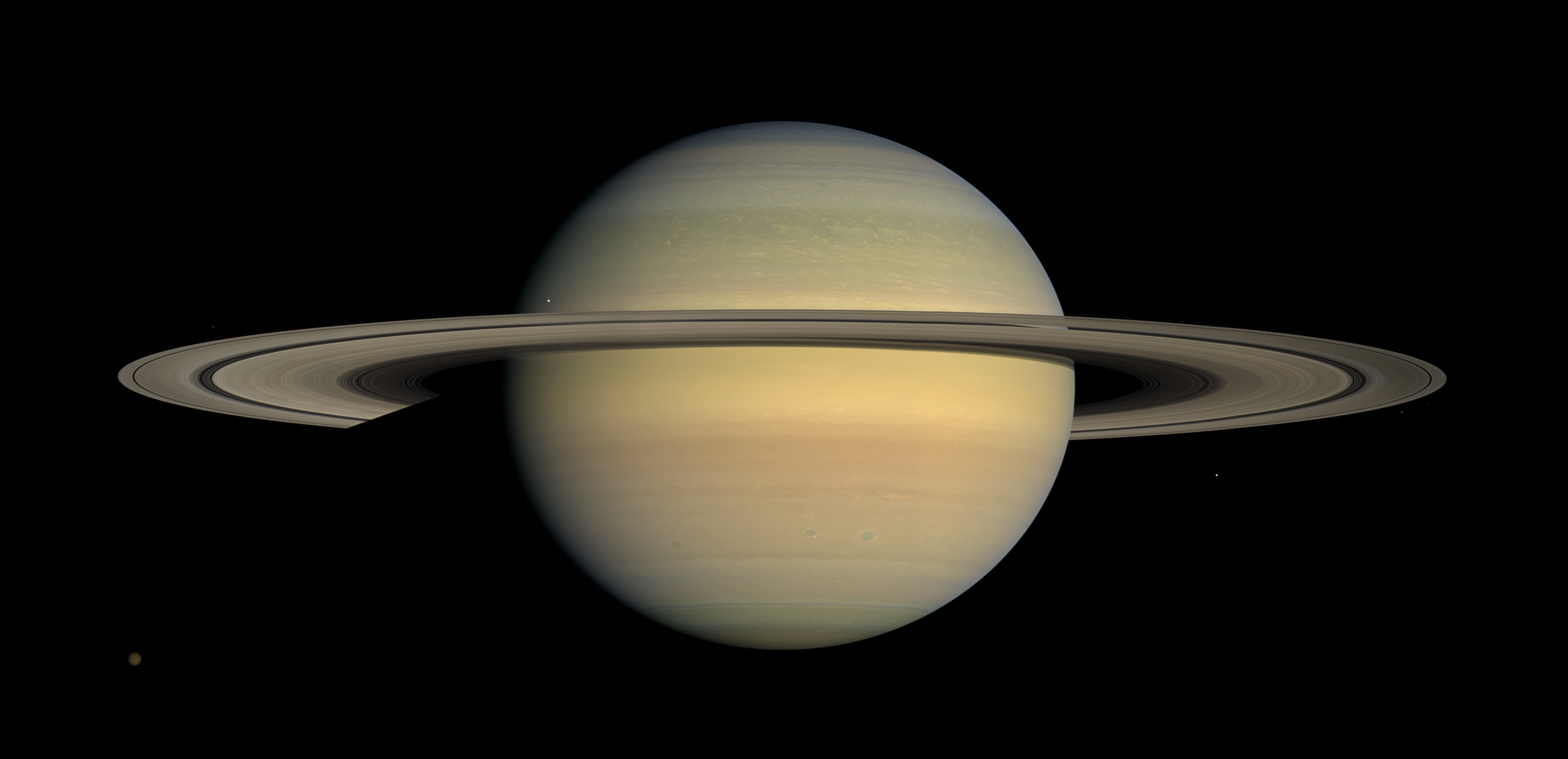
七曜中的土星。

在天王星被人類所發現以前，理所當然的土星是被視為並列作水瓶座與摩羯座的兩個星座主管星，這前述的水瓶座在古典占星術中的星座主星即如此安排，而現代占星術家因為天王星的發現又重新做出詮釋。不過許多傳統類型的占星術家寧願將土星作為摩羯座與水瓶座這了個星座的主管行星。在現代占星術之中，祂是第十宮的最初先天的主管星。然而傳統上而言，土星是主管著第一宮與第八宮這兩個宮位。
土星也是與英文Saturday（星期六）有關聯，這是根据神明──Saturn（薩圖恩）而命名的日子。在古代中國（大唐時代開始）、台灣日治時期和現在的日本、韓國、朝鮮，星期六稱為土曜日（韓語：토요일）。但丁·阿利吉耶里將土星與博雅教育中的天文（astronomia，天文學與占星術）學科相聯繫（聯想）在一起。
中國傳統的道教信仰中乃是由土德鎮星星君為主掌土星的神明；在中國占星術（事實上應該是中國陰陽五行學說）之中，土星是由五行中的土行所掌管著，這是溫暖、豐厚，以及協力合作的意思。然而前述這一段關於五行中的土行之解釋是以西洋人理解的立場來看待，事實上必須如實回歸到中國古代經典的定義才能真正理解土行之意義，由《尚書·洪範》：「五行：一曰水，二曰火，三曰木，四曰金，五曰土；水曰潤下，火曰炎上，木曰曲直，金曰從革，土曰稼穡；潤下作咸，炎上作苦，曲直作酸，從革作辛，稼穡作甘。」可以得知土曰稼穡、稼穡作甘。在印度占星術中，土星被名为Shani（शनि，沙尼）或者是“Sani”，代表著一個值得注意的職業生涯以及壽命。祂也是障礙與困難（二者應該是考驗）的使者。

### 關聯性表格

#### 行星關聯對照表
| 行星 | 中國道教神明 | 七曜日／唐代音譯（拼音） | 星期（現代中國用法） | 古典占星守護星座 | 西洋博雅教育（三文四藝） |
| ---- | ------------ | ------------------------ | -------------------- | ---------------- | ------------------------ |
| 太陽 | 太陽星君     | 日曜日／蜜（mīr）        | 星期天／星期日       | 獅子座           | 音樂學科（四藝）         |
| 月亮 | 太陰星君     | 月曜日／莫（Māq）        | 星期一               | 巨蟹座           | 文法學科（三文）         |
| 火星 | 火德熒惑星君 | 火曜日／云汉（Wnqān）    | 星期二               | 牡羊座、天蠍座   | 算術學科（四藝）         |
| 水星 | 水德辰星星君 | 水曜日／咥（Tīr）        | 星期三               | 雙子座、處女座   | 辯證學科（三文）         |
| 木星 | 木德歲星星君 | 木曜日／温没司（Wrmzt）  | 星期四               | 射手座、雙魚座   | 幾何學科（四藝）         |
| 金星 | 金德太白星君 | 金曜日／那颉（Māqit）    | 星期五               | 金牛座、天秤座   | 修辭學科（三文）         |
| 土星 | 土德鎮星星君 | 土曜日／鸡缓（Kēwān）    | 星期六               | 摩羯座、水瓶座   | 天文學科（四藝）         |

## 現代行星
由於望遠鏡的發明，西洋占星術已納入天王星、海王星、冥王星、榖神星，以及其他星體進入他們的方法學之中。印度與中國占星術仍然傳承古典七大主星系統。現代占星術家因而也必須對於祂們的含義進行指定，通常根據他們發現的时代於世界上發生的主要事件。由於這些占星術家通常是西洋人，他們所描述的社會性與歷史性事件必然的以西洋為重點。占星術家考慮“超越土星之外（extra-Saturnian）”行星成為“和個人無關的（impersonal）”或者是世代行星（generational planet），意思是祂們的影響力可以感染更大到跨越整個社會世代。祂們對於個人的影響力是取決在祂們在個人的星盤有多麼強烈的特徵而論。在占星術中，天王星、海王星、冥王星合稱“三王星”。以下是祂們的特徵由許多占星術家所公認得。

### 天王星

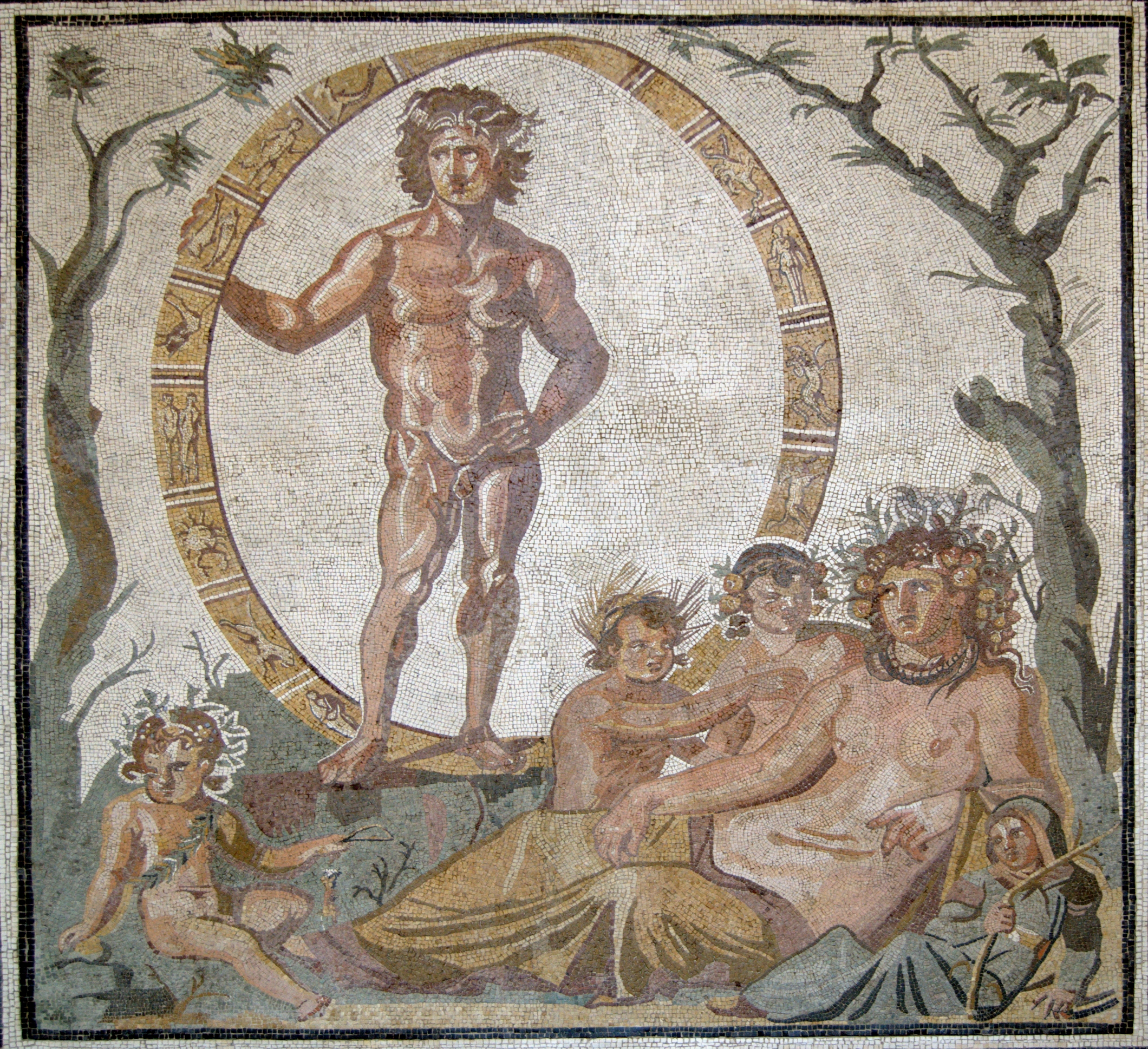
艾翁 (神祇)（Aion）-烏拉諾斯的綜攝（Syncretic）神祇佇立於黃道帶輪之內，與一位倚臥的大地女神泰菈（Terra）並伴隨四位小孩象徵著四季。（羅馬式鑲嵌〔Roman-era mosaic〕聖畫，出自森提乌姆，西元200年～250年）

烏拉諾斯-天王星是水瓶座的守護主星以及在天蠍座中是擢昇星。在希臘神話中，烏拉諾斯是天空與夜空的人格化神明。天王星在行星之間是非常的與眾不同之一顆行星因為天王星是在祂的側邊做旋轉，所以天王星兩個極點之中會有一個呈現出指向太陽的方向，天王星在轉換祂軌道運行的时候兩個極點會輪流對調，會由另一個極點指向太陽；成为了兩個半球在沿軌道運行的過程中輪流地沐浴在陽光中以及橫臥於夜色之間相互轉換。
天王星需要84年繞太陽公轉運行一週，在進入每一黃道十二星座需要使用7年的時間。天王星乃是在1781年由威廉·赫歇爾爵士所發現。
占星術與天王星相關聯的解釋與天賦信念、個性、創新與超脫的概念、發現、友情、電氣、電波、高周波、宇宙工学、發明，以及工業革命的開端。天王星，在所有的行星之間，祂多是掌管天才有關的一顆行星。

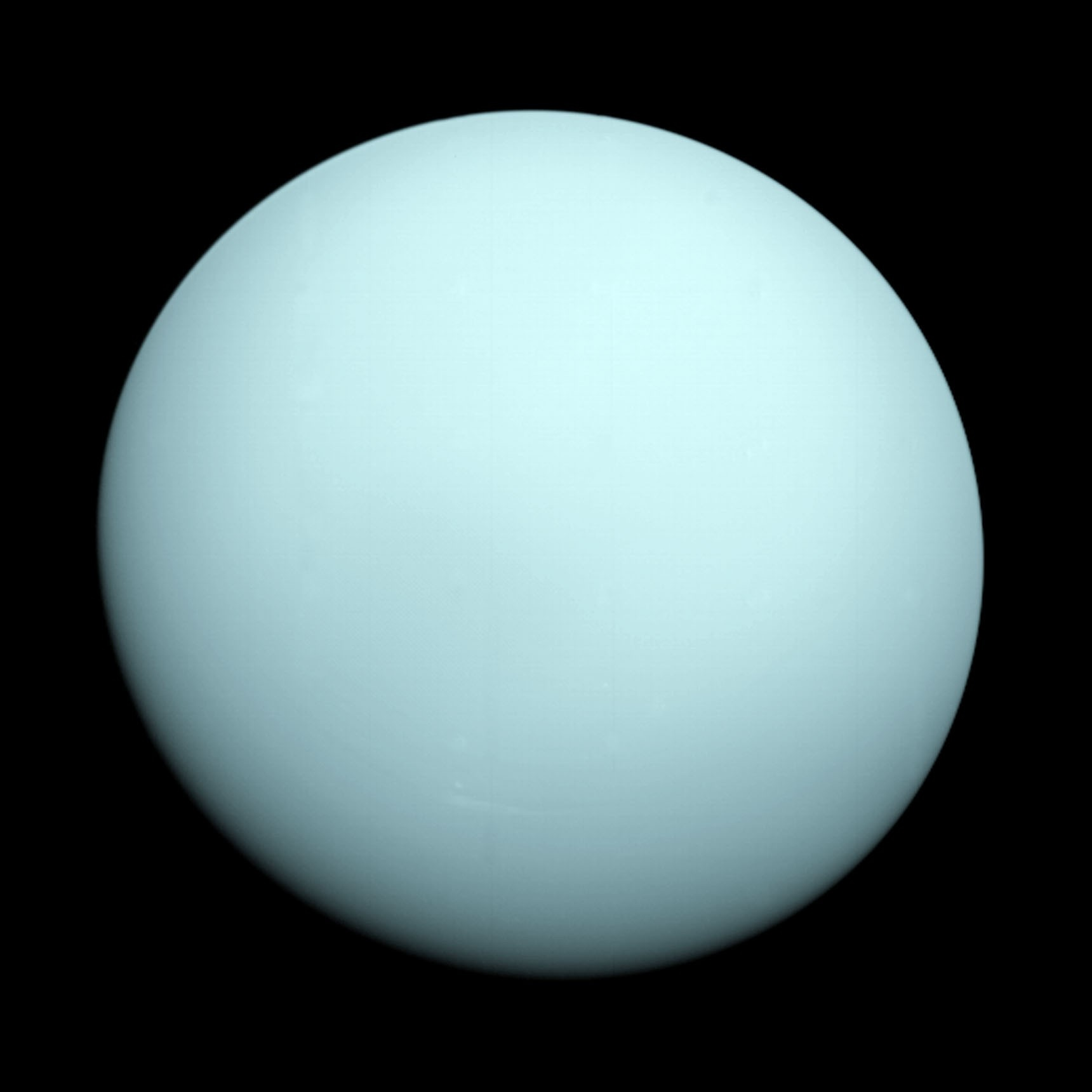
三王星之中的天王星

天王星也掌管協會、社團，以及任何基於人道主义者或進步思想的團體。天王星，是個忽然與意想不到變化的行星，管轄著自由和獨創性。在社會中，祂管理急進的思想與人民，以及推翻既定結構的革新事件。占星術的日期對應方面，天王星也是與星期三有關聯，與水星是并排在一起得。
在藝術和文學之中，天王星的發現恰逢著歐洲浪漫主義運動，其中這運動強調個性與創作表達的自由即與天王星素質相應。另一方面，天王星通常也與自主、獨立的生命活力相連結。當涉及到醫藥占星術領域中，天王星被醫療占星術家認為尤其是與交感神經系統相關連，並且這個行星可以指示人們本身所出現關於精神上的紊亂、毛病與歇斯底里、痙攣、驚嚇，以及抽筋等症狀。天王星由現代的占星術家認定是第十一宮最初先天的主管星。

### 海王星

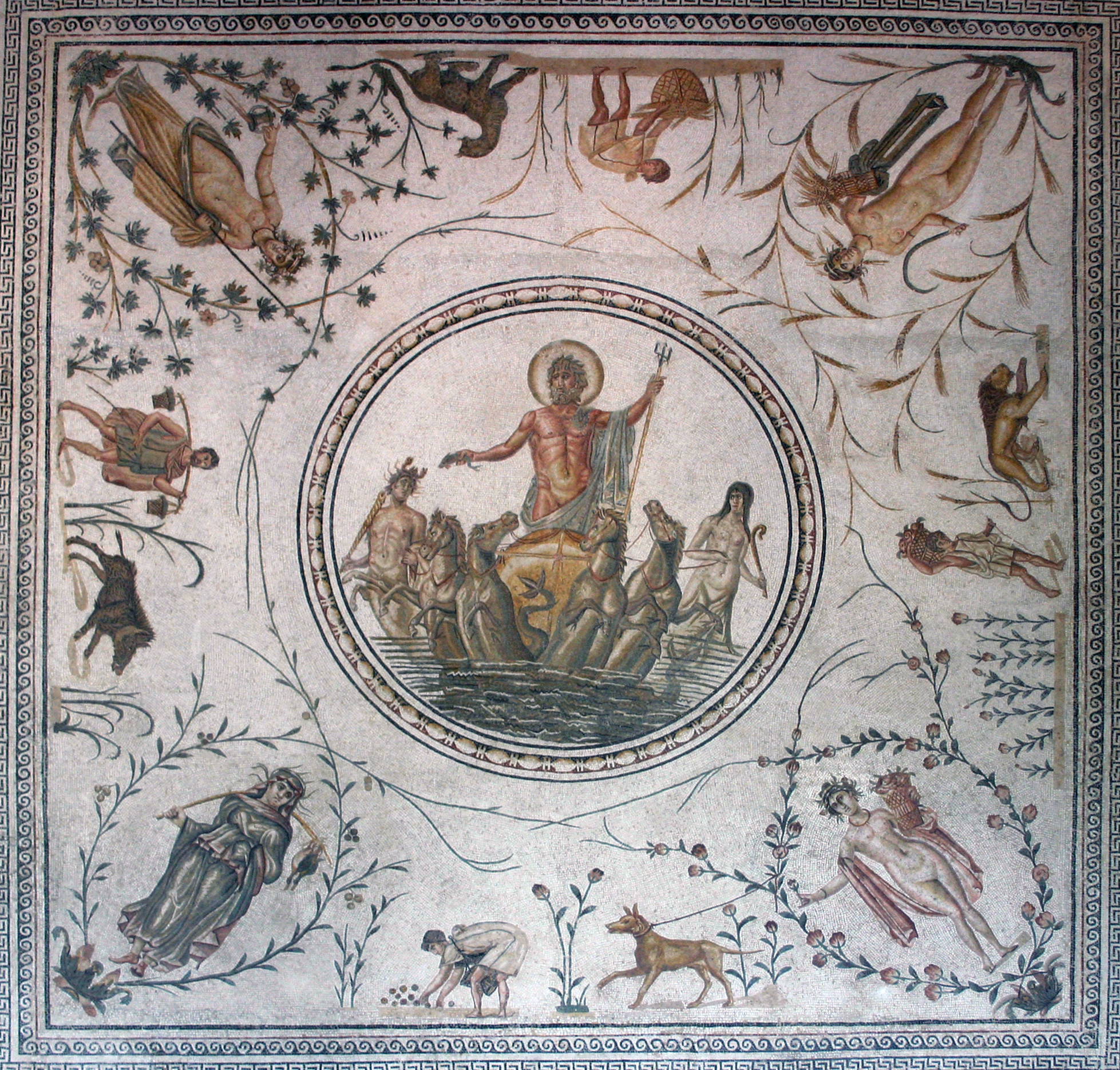
尼普頓的勝利（Triumph of Neptune），羅馬式鑲嵌（Roman mosaic）聖畫，每一角落皆有一尊象徵四季的神祇還有農業場景與植物群在四周。（西元二世紀晚期，突尼斯，沙拜〔La Chebba〕，巴爾杜國家博物館珍藏）

尼普頓-海王星是雙魚座的現代守護主星以及在巨蟹座中是擢昇星。在羅馬神話中，尼普頓乃為海神，以及深淵之神，海王星的海洋藍顏色及反映這個行星的特點。海王星的象徵符號是直接取自尼普頓的三叉戟所演變而來得，象徵精神的月牙被物質的十字所刺穿。海王星需要165年的時間繞著太陽軌道來運行一週，在進入每一個黃道十二星座需要使用大約14年（13.75年）的時間。海王星是在1846年由天文學家所發現得。

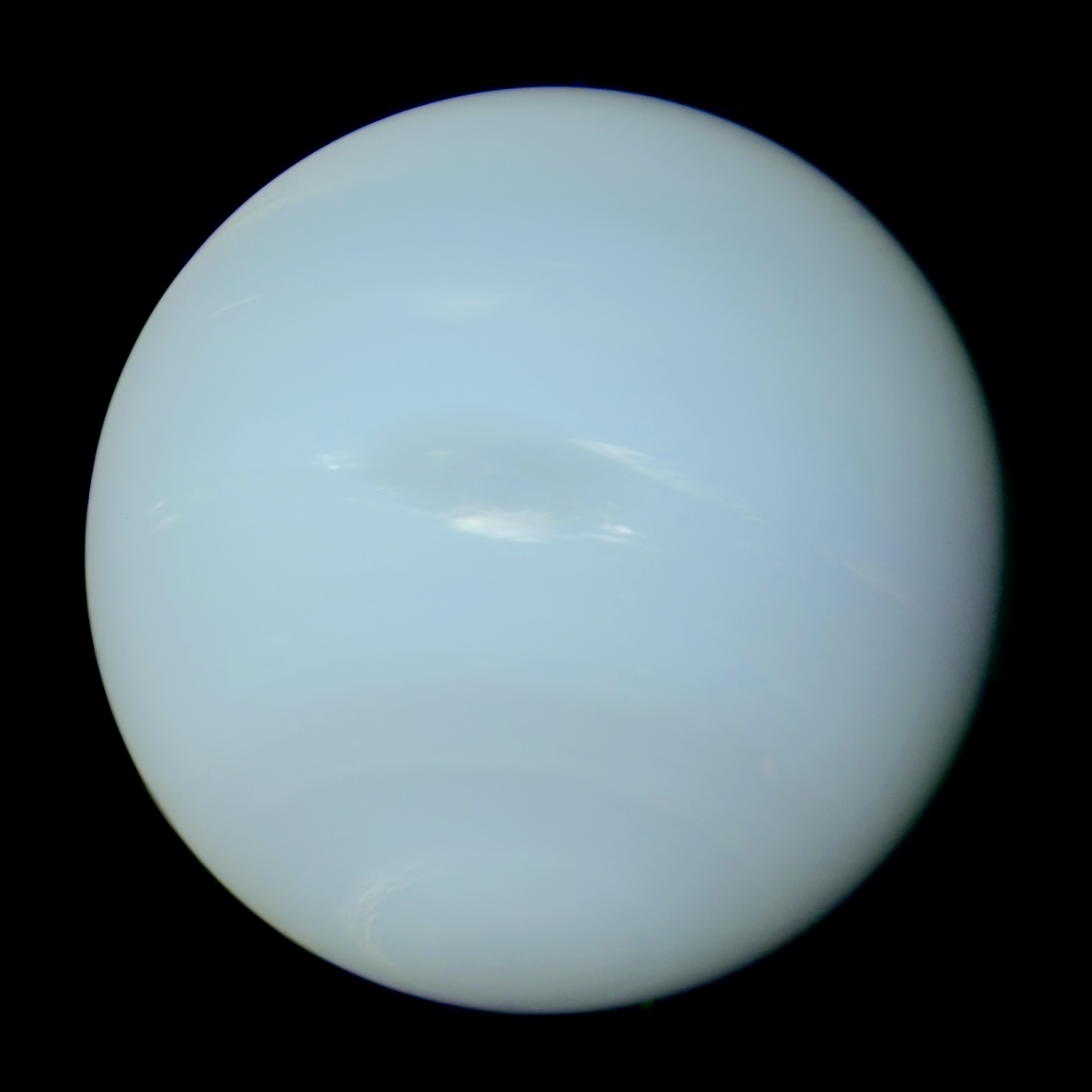
三王星之中的海王星

占星術領域中的解釋，現代西洋占星術家認為海王星這個行星是與感受性、唯心主義與惻隱之心有關聯，但海王星在心理占星術中也能指示人們本身會有出現幻覺、迷亂，以及詭計或騙局。海王星掌管醫院、監獄、精神療養院，若以正面角度而論祂也是與心靈寄託環境有關，譬如宗教信仰的場合，還包含社會救助單位，也因此海王星的正面性是相當的廣大且柔和得。海王星的出現恰逢麻醉學和催眠的開發。在政治方面，海王星可以連結到整個歐洲民族主義運動的興起之國家像是德國、義大利、匈牙利、愛爾蘭，以及塞爾維亞，透過理想化的往昔傳奇获得灵感為了他們的國家尋求獨立。祂也是能夠聯繫到社會主義的興起和福利國家的肇始。歷史大事方面，海王星恰逢共產主義的烏托邦理想的出現，當時正好遇上馬克思與恩格斯在1848年首度出版了《[共產黨宣言]]》文獻。在占星術日期對應方面，海王星也是與星期五有關聯，與金星是並排在一起得。
在藝術的領域方面，印象派運動開始了從文字表現抽離出來的趨勢，是一派基於微妙而難以捉摸的藝術呈現，不斷變化的光線和色彩的氛圍。在醫療占星術中，海王星被醫藥占星術家認為尤其是與丘脑（thalamus）、脊椎管（spinal canal）相關連，並且這個行星可以指示人們本身所出現關於嚴重或莫名其妙的病症以及精神官能症。海王星由現代的占星術家認定是第十二宮最初先天的主管星。

### 冥王星

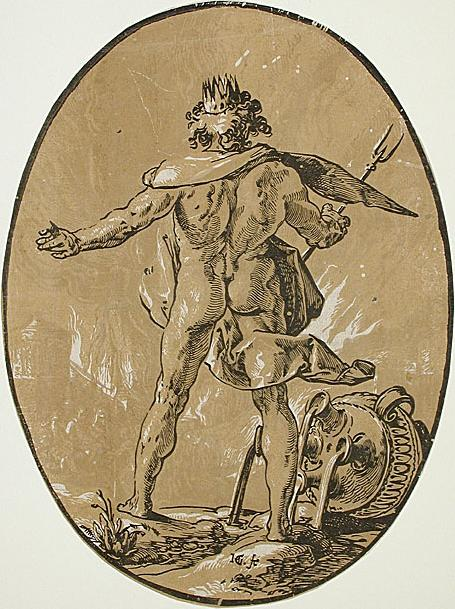
普路托（Pluto）（西元1588年～1589年）手持雙叉矛，源自一系列關於諸男神和諸女神的明暗对照法之木刻聖畫 ，作者為亨德里克·霍爾奇尼斯。

普路托-冥王星是天蠍座的守護主星以及在獅子座中是擢昇星。在羅馬神話中，普路托乃為冥界與財富之神。在冥王星發現之後便指定與祂相應之煉金術符號，經過三個世紀在實行煉金術人士已經隐而不显之後，煉金術符號開始受到天文學家的重視與尊崇。因此冥王星的煉金術符號可以理解為靈魂在心智之上，超越物質。這符號乃是選擇於與火星有密切相關聯的相近符號。
冥王星需要248年的時間運行完整個黃道帶一週，然而祂的軌道進程是有著高度的變化因素之特性：祂需要使用15年到26年之的時間進入每一個星座之中。

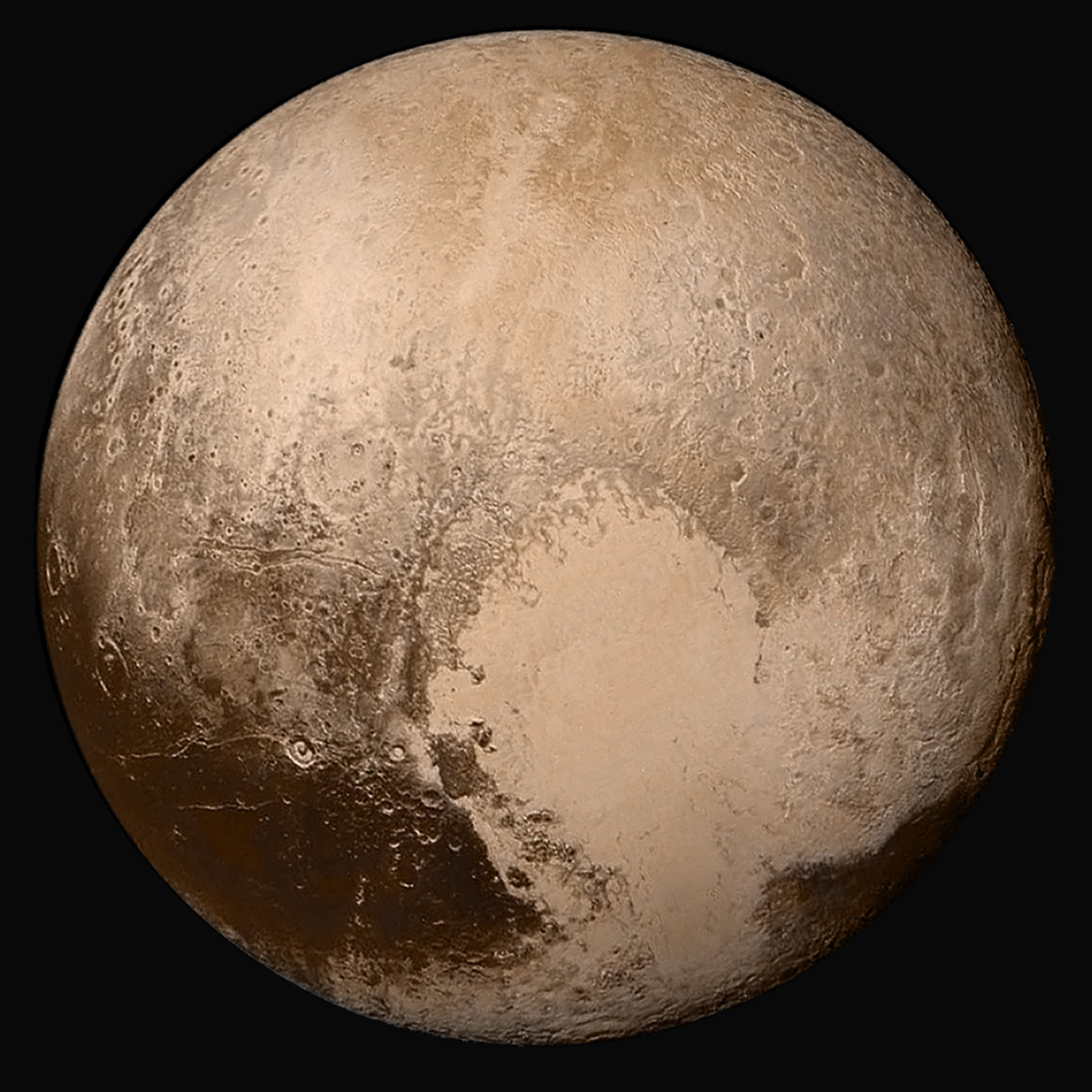
由新視野號探測器於2015年7月14日在冥王星所拍攝的影像，這乃為接近冥王星的實際顏色。

占星術領域中的解釋，冥王星被名之為“偉大的重生（the great renewer）”，以及被占星術家認為是一個人經歷摧毀與破壞之後進入重生次序的部分，不僅僅透過所帶來隱藏的箇中因素，還讓強烈的需求與精力驅使浮上檯面（清除），並且將他們呈現出來（去惡），甚至在現有的秩序為代價的前提下，進行重新的轉變來走向更好的階段（改善）。冥王星通常採用的關鍵字為“轉化（transformation）”。祂在占星術中能夠指出對命主之權力和個人統治權相關聯訊息，以及需要進行合作並且與他人分享，假如在每個人事物的客觀因素沒有經歷被刻意人為或無意的環境條件破壞之情況下。冥王星掌管大企業和財富、採礦業、外科手術以及偵探工作，以及律法方面致力於發掘任何企业隱藏在檯面下的罪惡真相將之攤在陽光底而公諸於世。在占星術日期對應方面，冥王星也是與星期二有關聯，與火星是並排在一起得。
冥王星也能為人們指出歷史大事層面上的極端權力與腐敗墮落之人事物出現之重要警告；冥王星於1930年由天文學家發現恰逢法西斯主義與史達林主義在歐洲興起，導致第二次世界大戰悲劇的發生。祂也恰逢世界性的經濟大恐慌以及在美國除了遭受經濟大恐慌之外，其國內也正面臨重大有組織犯罪（organized crime）之孳生的嚴重打擊。美國聯邦政府也因此於1935年將司法部調查局（The Bureau of Investigation, BOI）正式改組成聯邦調查局進行整頓與治理。
祂於1913年進入了巨蟹座之中，冥王星在這星座之中的當時歷史事件是後來才由占星術家（合理推測）所發現得，正值第一次世界大戰。祂也指示出與人類核武器擴散相關聯的訊息，核武其是源自於1930年代到1940年代科學研究下之毀滅性武器，核武器發展出來對地球而言是一種災難。稍後的，祂也指出了兩極核武對峙的冷戰僵局興起，與美国现代大众消费社会還有其他民主政治國家面臨著蘇聯極權主義國家的訊息。冥王星由天文學家發現的時間也剛好發生在現代精神分析学或心理分析學後，當時正好遇上弗洛伊德與榮格在探索深層潛意識。
在現實生活事件和文化之中，冥王星乃是占星術家觀察形勢一個重要的行星。當冥王星蒞臨藝術領域中，那時人們從事的藝術有關的運動像是立體主義和超現實主義正開始解構著“平常（normal）” 的世界觀。在醫藥占星術中，冥王星被醫藥占星術家認為與人體致力於細胞形成的再生能力以及生殖系統有相關聯。大多數古典派占星家因為由古傳承至今他們所採用的是七大主星系統，所以古典派占星術傳承中會有一個主星掌管兩個星座，像是摩羯座是與水瓶座由土星掌管、射手座與雙魚座是由木星掌管、牡羊座與天蠍座是由火星掌管，然而古典派今日卻以冥王星成為解釋以及預測工作的行星，間接的引用為預測從高到低维空间的影響。冥王星由現代的占星術家認定是第八宮最初先天的主管星。

### 穀神星

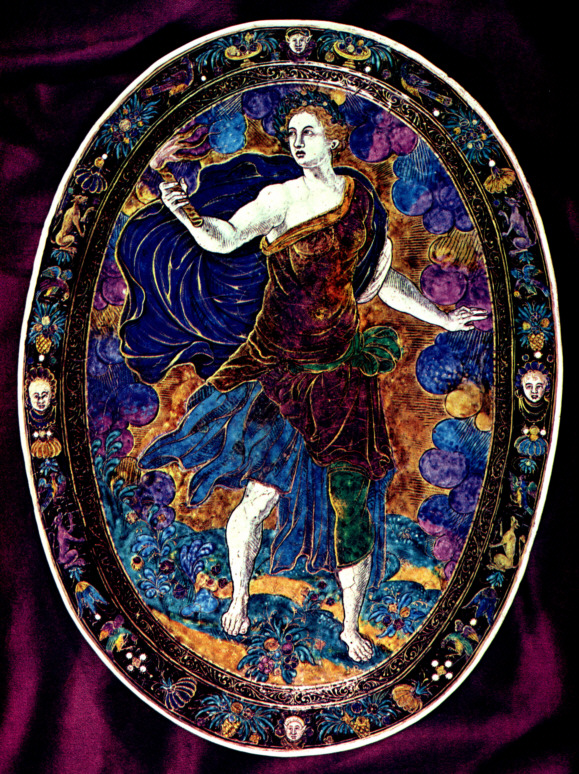
刻瑞斯手持火炬尋找普洛塞庇娜）。（圓形神聖雕飾，作者為马提雅尔·雷蒙德〔Martial Reymond〕，十七世紀早期）

刻瑞斯-穀神星在太陽系中經鑒定為精巧型的矮行星，然而显著地祂乃是主小行星帶中最大的天體。祂是由朱塞普·皮亞齊神父（為神学家、天文学家、数学家）在1801年1月1日的西西里島天文觀測所發現得 ，並且根據羅馬神話而名之為刻瑞斯（穀神星），乃為主管農作物與植物生長、豐收，以及母愛的羅馬女神。穀神星是第一個發現的小行星，祂的質量（約9.80 × 10²°公斤）约為主小行星带总质量的三分之一（32%）。穀神星在天文學的行星歸屬類別上也不只一次做過調整，並且還有一些天文學家們之間的觀點仍然需要討論統合。约翰·埃勒特·波得（Johann Elert Bode）提出在火星和木星之間存在著一個“失落的行星”，他相信這顆行星乃是穀神星，在離太陽的距離為4.19億公里（2.8 AU）。穀神星被天文學家指定一個行星符號，並且在天文的書籍與表格中約半個世紀仍列为行星。2006年年天文學界圍繞著冥王星的相關議題以及行星的構成為何導致了穀神星正被考慮重新歸屬於行星之列，然而於最終天文學家將穀神星與冥王星歸屬在第一批新矮行星成員的天體範疇之中，不過在占星術裡，冥王星依然歸屬行星。
穀神星每4年又7個月會通過黃道帶，每年仅仅是經過2½個星座。

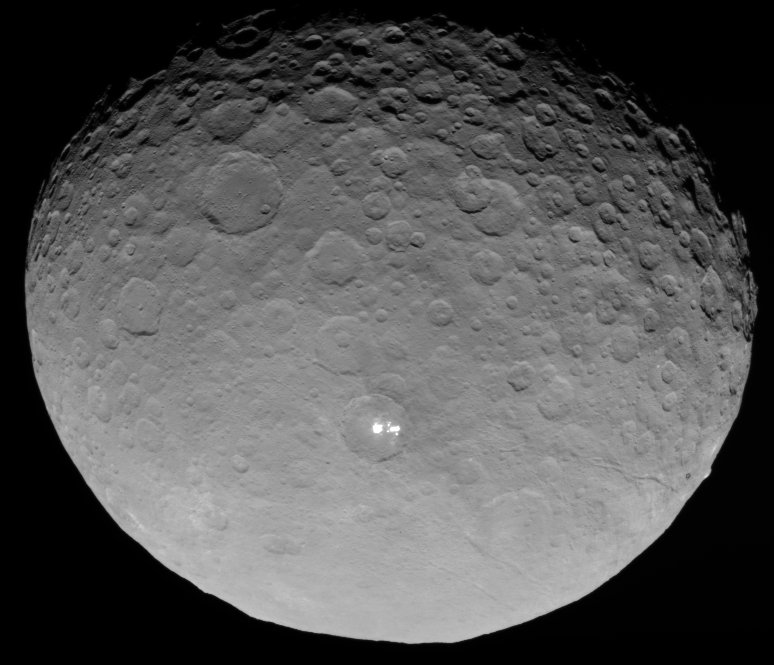
矮行星中的穀神星

在神話中，刻瑞斯乃為相當於希臘得墨忒耳女神的羅馬女神，以及尊為農業的女神，祂是朱庇特的姐姐。這尊女神（並且也比喻著這個行星）也与成年女性的生育能力紧密相关聯，以及在女性一生中關於懷孕與其他重要提升的轉變，其中包括9個月的懷胎期、家庭紐帶和關係，穀神星通常被稱作“偉大的母親”。對有些占星術家的主星安排方面，穀神星是處女座的守護星。 雖然是一位母親，刻瑞斯也是一位典型的贞女神。占星術裡穀神星體現出獨立自主的女性通常她們皆未婚（因為，根據神話，刻瑞斯乃為贞女神，祂在沒有丈夫或伴侶下選擇成為一位偉大的母親。）而月亮是表示我們理想的“母親身份”，穀神星將會體現出我們真實及自然的母親身分應該是如何地关爱和滋养著其子女們，以及我們本身則是如何培育下一代。在星盤上穀神星也直接掌管著攸關命主的食物和衣服方面非常具體的信息，祂也意味著命主如何處理失去和分離的痛苦。
刻瑞斯，祂乃是一位掌管著大自然的資源與循環週期的女神，占星術裡可以被認為是周圍環境的行星。祂也是可以很容易地提供人們愛和安慰的行星。回過頭來參閱羅馬神話，早期有一位環境的破壞者這位人物名為艾瑞西克宗（Erysichthon），大地上的狂暴之人，艾瑞西克宗他砍伐了刻瑞斯-得墨忒耳（Ceres-Demeter）神聖樹林的樹木，為此他受到了女神施與恐懼與飢餓的懲罰。在這個意義上穀神星成為了在近世的氣候變遷意識裡的新興原型，並於二十一世紀裡祂正在進入我們的集體意識中作為一個需要照顧我們的大自然以及不可替代資源的象徵。穀神星是表示朝著生態責任和知識的未來飛躍。為環境和社會共同體行動主義的指標，穀神星將代表著一些占星術家未來的浪潮。

## 行星傳統對照

黑色箭頭指向相生之物，白色箭頭指向剋制之物

四古典元素。

三大最為普及的歐亞傳統命理，西洋占星術、中國占星術（七政四餘），以及印度占星術，從而在他們的十二星座（或是十二宮位）和行星含義的概念上共享了大量的共通主題。此三大占星術系統有一個共同的古老淵源這可能是個學術上的推論，而實際上這三大傳統相互發展千年以上通過擴散、同化、學術，還有貿易橫跨整個歐亞大陸和非洲。
西洋與印度黃道帶本質上對應著十二種類似的原型，儘管在解釋、強調重點、主旨，以及他們星座赤經上有各自獨到的觀點與優秀之處，但是中國占星術的十二宮位論述與前兩派在發展上擁有屬於自己文化上的體系脈絡；並且，西洋與印度占星術兩派是基於四大元素：火、土、風、水；而中國是基於五行的理論：金、水、木、火，以及土。中國的行星之五行觀念明確地關聯到西洋與印度他們的行星對應，如馬爾斯-火星（火）、薩圖恩-土星（土），還有朱庇特-木星（木）之情況。中國占星術在墨丘利-水星與“水”行的連繫關係對西洋占星術而言是各擅胜场，然而這裡是將中國占星術系統中對於水星與水行的主題一起做個闡述，在西方的思維裡很多對水星論述是解釋為“機智的”，譬如智力、理性以及溝通。
中國占星術關於維納斯-金星和金行連繫呈現出與西洋思惟裡對金星的詮釋為愛情與浪漫的意義有根本上的最大分別。在巴比倫神話中，祂乃為伊絲塔（Ishtar），掌管愛情與戰爭的女神。中國五行學說的金代表著剛強與有力，中國人以自己的方法並且默默的發展出屬於華夏文化圈的系統；但維納斯-金星在西洋的四元素中是屬於風，其意義是邏輯性、條理性以及樂觀。金也是有高度知識素養的意義在，以及享受生活中的美好事物的涵意。在西洋占星術中，維納斯-金星主管兩個星座之一的天秤座，這星座是有高度知識素養、有邏輯條理，以及浪漫，加上也主管金牛座，該星座是含蓄、感性，以及剛強。一些西方占星術家相信金與土星的行星素質有更好的關連，主張金等同於西洋的元素體系中的風，還有土星在吠陀占星術（Vedic astrology）之中是與風元素相連繫着。
中國五行說的生剋循環與西洋四元素的循環是完全各自獨到的法則。由中國堪舆學即可以阐明兩派原理的差異，這乃是與中國占星術緊密地結合在一起得。在風水羅盤上，五行與五大明顯可見的行星是安置於基本方位和中心點，漢代太史公所著《史記·天官書》中即有記載：“ 天有五星，地有五行。”，而刘向所著《說苑·辨物》：“所謂五星者，一曰歲星，二曰熒惑，三曰鎮星，四曰太白，五曰辰星。” ，故而在方位上水星（辰星）-水對應北方、木星（歲星）-木對應東方、火星（熒惑）-火對應南方、金星（太白）-金對應西方，以及土星（鎮星）-土位在中央。（西方人認為）這也意味著西洋四元素中的風與金行是最好的對應，而金星在中西兩大傳統中都是主管著西方方位。木行在中國傳統哲學思想中描述的性質在西洋火元素中有發現到。然而西洋人不明白五行與四元素深奧的境界，因此對於將金行與木行的對應上產生了偏位差的論述，事實上不是如此得。

## 其它太陽系天體
有些小行星像是智神星和灶神星，以及包括矮行星之中的穀神星，有些時候可以用望遠鏡看到（甚至用肉眼就能觀察到灶神星），然而祂們在天文學的領域中是屬於小行星，一直到十九世紀初以前，也許還沒有天文學家提起關於小行星的學說。 在十九世紀初，穀神星、婚神星，以及其他兩顆前述的小行星在這段期間是同屬於行星之列得。儘管天文學家與占星術家兩者已經知道小行星的存在之事實超過200年了，天文學家他們通常卻忽略了占星術家的立場。一些傳統占星術家排定星盤中的輔助行星即源自這些小行星得。自從凱龍星在 1970年代被發現之後，有些占星術家已經開始排定新的“行星”了，雖然天文學家們認為祂乃為半人馬小行星（介於彗星與小行星之間類型的中間天體）。
占星術的領域中，婚神星指示未來與命主實際生活的伴侶；智神星指示出們對於規律的預見，以及安排組織解決事情的能力；灶神星指示出人们本身将会献身的方面及方式，表示人们自己将會花费最大精力的地方，同时也顯示了人们必须周期性地休息和“重新充电”的地方。凱龍星又名之為“天医星”、“天师星”，祂指示人們內在靈魂的演化。祂們在個人的星盤中有具備相當重要的影響力，現代占星家在論斷星盤時必然的會重視行星與小行彼此之間所形成的一個相位。
進入二十一世紀後，數個新的行星-大小的星體，包含賽德娜（Sedna）、創神星（Quaoar）、妊神星（Haumea），以及鬩神星（Eris），已陸續被發現，但是主流的占星預測中尚未排定好這些星體，然而有些比較前衛的占星團體嘗試納入祂們對星盤的影響。許多這些天體的複雜因素就在於，因為祂們沉重的軌道偏角，祂們很多是在黃道帶之外度過祂們的週期。
彗星與新星也已經觀察以及討論了幾千年。尤其是彗星的極大徵兆令古人對祂產生興趣並且與予不同的占星解釋。這兩種現象很少能夠以肉眼看得見，並且許多現代占星家也忽略掉了慧星與新星的重要性。
近地小行星克魯特尼（Cruithne）被認為是能影響黃道帶和一些人的星盤。
值得一提的是這裡有一顆行星與凱龍星（Chiron）名字很像但是不同的一顆行星，冥王星獨有的衛星卡戎（Charon）被做為一個“輔助行星”或者 與以如矮行星的相同地位，不論及國際天文學聯合會的天文學派之立場，在占星術的領域中由于是采用以地球为中心的观察原则，因此占星術家一樣認為冥王星是屬於行星，祂在占星術之中依然還是有强大的影響力。

## 假想的行星

宇宙誕生盤（Thema Mundi）

有些占星術家已假設有關尚未看見但存在或還沒發現的行星。在1918年，占星術家塞菲拉爾（Sepharial）提出地球的“暗月（Dark Moon）”莉莉絲（Lilith）之存在，從那以後，一些占星術家也一直在將祂考慮在他們的星盤之中；雖然相同名稱也是（並且在現在，更是常見）使用在占星術中來指稱實際的月亮軌道軸心。二十世紀德國的占星術派被稱為天王星占星術（Uranian astrology）還聲稱有許多未發現的行星存在於遠在海王星軌道之外，而為祂們命名如邱比特、哈得斯、宙斯、克洛諾斯（Kronos）、阿波羅（Apollon）、阿德墨托斯（Admetos）、伏尔坎努斯（Vulcanus），還有波塞冬，並且繪製出祂們應該環繞的軌道。然而，與最近由天文學家發現遠在海王星之外的天體，這些軌道與祂們並非相同得。
其他的占星術家也及时的聚焦在這學說上，整個黃道帶上的十二星座都有祂們自己的主星，所以還有另外兩個行星沒被發現；亦即金牛座與處女座“真正的”主星。由一些在這方面提及到的行星名稱是伏爾坎（Vulcan，處女座主星）還有阿波羅，羅馬的太陽神（金牛座主星）。這項理論的另一個說法是迄今為止發現的現代行星對應著自古以來已知的元素──風（乌拉诺斯／天王星，天空之神），水（尼普顿／海王星，海洋之神），還有火（普路托／冥王星，冥界之神）──而其沒有關於地與乙太（ether，火紅在風之上的第五元素）兩個元素。換句話說，其聲稱這兩個行星被發現其中一顆行星將會以一位土元素的男神或女神（如荷賴女神）的尊稱來命名，並且隨後另一顆行星是以埃忒耳（Aether）尊號命名，祂乃為羅馬與希臘的太空及星宿之神。

## 占星十二星座與宮位的主星
在西洋占星術裡，與行星符號體系有關的也還涉及到天宮圖上的黃道十二星座與宮位，每一行星各自在祂們星座與宮位之中擔任“守护星”（rulerships）。譬如，火星的描述是男性化的、衝動的，而且活躍。牡羊座是由火星所管轄，並且具有類似的描述，表示活躍、陽剛的原型。同樣得，第一宮也是由火星掌管，並且處理一個人的身體健康與力氣，還有祂們會採用他們自己的方法為所進入的星座與宮位表達祂們自己的性質。
表格1：現代十二星座、宮位與行星的關聯。
| 星座   | 宮位     | 入廟          | 落陷         | 躍升         | 失势         | 行星喜樂 |
| ------ | -------- | ------------- | ------------ | ------------ | ------------ | -------- |
| 牡羊座 | 第一宮   | 火星          | 金星         | 太陽         | 土星         | 水星     |
| 金牛座 | 第二宮   | 金星          | 火星、冥王星 | 月亮         | 天王星       | 不適用   |
| 雙子座 | 第三宮   | 水星          | 木星         | 不適用       | 不適用       | 火星     |
| 巨蟹座 | 第四宮   | 月亮          | 土星         | 木星、海王星 | 火星         | 不適用   |
| 獅子座 | 第五宮   | 太陽          | 土星、天王星 | 冥王星       | 水星         | 金星     |
| 處女座 | 第六宮   | 水星、        | 木星、海王星 | 水星         | 金星         | 火星     |
| 天秤座 | 第七宮   | 金星          | 火星         | 土星         | 太陽         | 不適用   |
| 天蠍座 | 第八宮   | 火星、冥王星  | 金星         | 天王星       | 月亮         | 不適用   |
| 射手座 | 第九宮   | 木星          | 水星         | 不適用       | 不適用       | 太陽     |
| 摩羯座 | 第十宮   | 土星          | 月亮         | 火星         | 木星、海王星 | 不適用   |
| 水瓶座 | 第十一宮 | 土星、 天王星 | 太陽         | 水星         | 冥王星       | 木星     |
| 雙魚座 | 第十二宮 | 木星、海王星  | 水星         | 金星         | 水星         | 土星     |

注意：十大行星在表中所主管的星座都列在同一行上，並且十二宮位與十二星座在排在同一行做對應（也就是说火星管理牡羊座；牡羊座和第一宮共用某些性質是相等得）。然而，此唯有現代占星術對十大行星連結十二宮位按這順序來做對應。傳統上大部分指定行星的守護星觀念則是根據古代迦勒底人天文學上的行星秩序而來得。（土星、木星、火星、太陽、金星、水星、月亮；這七大主星在彼此距離上的先後次序是從地球為視點，即以地球為中心來做基準點）：
表格2：傳統宮位與行星的關係。
| 宮位     | 傳統掌管行星 | 行星喜樂 |
| -------- | ------------ | -------- |
| 第一宮   | 土星         | 水星     |
| 第二宮   | 木星         | 不適用   |
| 第三宮   | 火星         | 月亮     |
| 第四宮   | 太陽         | 不適用   |
| 第五宮   | 金星         | 金星     |
| 第六宮   | 水星         | 火星     |
| 第七宮   | 月亮         | 不適用   |
| 第八宮   | 土星         | 不適用   |
| 第九宮   | 木星         | 太陽     |
| 第十宮   | 火星         | 不適用   |
| 第十一宮 | 太陽         | 木星     |
| 第十二宮 | 金星         | 土星     |

## 行星相位
所謂的行星相位指的是在占星命盤中行星彼此之間呈現出的角度關連或關係，作為黃道圈內的角度測量，被稱之為“相位（aspects）”，相位在占星術中對於星盤的解釋上可以說是具有十分重要的地位，因為它們有助於確定的關係的性質，是否為艱困或者舒適，由行星之間所涉及的能量釋放，其構成了人格的整體複雜性和豐富性。通常，這角度會包括了四大尖軸：上升點、天頂（或曰上中天）、下降點以及天底（或曰下中天）。占星術中只有某些角度關連才會被視為相位，譬如傳統的托勒密相位：0°（合相）、60°（六分相）、90°（四分相）、120°（三分相）、180°（對分相），另外還有包含著次要相位：30°（十二分相）、45°（八分相）、135°（補八分相）、150°（補十二分相）、72°（五分相）、144°（倍五分相）；並且這些被認為具有固有的內在氣質──它們被稱為是“諧波（harmonic）”、“活跃（dynamic）”或是“中性（neutral）”。這些關係影響行星如何協同運作著。還有一定行星“活動”的運作量，這意味著一個相位可以說是在尟少的度數內“運轉”或正運作著，不管怎樣在命盤的判定上這樣的運作量依然是確切地歸屬於該相位。這個行星“活動”的幅度就被定義為容許度（orbs）。